# Montehermoso
Montehermoso es un pueblo y municipio español de la provincia de Cáceres, situado en el norte de la comunidad autónoma de Extremadura. Pertenece al partido judicial de Plasencia y a la mancomunidad del valle del Alagón. Se sitúa en una zona llana junto al río Alagón, en el límite entre los regadíos de Coria y las tierras de secano situadas más al norte.
El término municipal de Montehermoso tiene una extensión de 96,45 km² y en él viven 5586 habitantes. Es el municipio más poblado de su mancomunidad y acoge diversos servicios públicos tanto para la población que alberga como para las localidades de menor tamaño que lo rodean. Dentro del término, la única localidad establemente habitada es Montehermoso, aunque el INE reconoce como núcleos de población a las fincas de Atalaya y Valrío.
El pueblo fue fundado como aldea del señorío de Galisteo en el siglo XIII, y con el tiempo llegó a tener más población que la capital del señorío. En 1834 se constituyó como municipio, al igual que las demás localidades del señorío. Hasta mediados del siglo XX, Montehermoso era un pueblo atrasado, fundamentalmente agrícola, que se encontraba aislado de Plasencia por el río Alagón. Sin embargo, en la segunda mitad de ese siglo, el pueblo se modernizó y el hecho de ser el municipio más grande de la zona favoreció el desarrollo de un sector servicios que en la actualidad atrae al pueblo diariamente a muchas personas de otras localidades menores, si bien la agricultura sigue siendo muy importante en la localidad.
El aislamiento que el pueblo tuvo hasta la primera mitad de siglo XX ha favorecido que hoy se mantengan en el lugar gran cantidad de tradiciones, lo cual le ha valido el sobrenombre de Cuna del Tipismo Extremeño. Entre otras cosas típicas, la localidad es famosa por su artesanía, donde destacan las gorras de Montehermoso y las campanas de Rivera; así como por su folclore, del que destacan Los Negritos de San Blas, declarada Fiesta de Interés Turístico Regional.

## Toponimia
El topónimo Montehermoso es una palabra compuesta formada por los términos monte y hermoso. De acuerdo con el Diccionario de la Real Academia Española, la palabra "monte" es polisémica y puede referirse tanto a una elevación destacada en el terreno como a una tierra inculta cubierta de vegetación, junto con otros significados que no tienen carácter geográfico. En el caso de Montehermoso, puesto que el pueblo se sitúa en un terreno llano, el término "monte" hace referencia a la cubierta vegetal no cultivada sobre la cual se estableció la población al fundarse, dando el adjetivo "hermoso" un sentido positivo a dicha vegetación.
El municipio extremeño es el único municipio de España llamado "Montehermoso". No obstante, no es la única localidad española con dicho topónimo, ya que en el municipio madrileño de Campo Real hay un núcleo de población llamado Montehermoso. Fuera de España, el núcleo de población con el nombre más parecido es Monte Hermoso, una localidad de la República Argentina en la provincia de Buenos Aires.

### Gentilicio
En cuanto al gentilicio, el término más usado para referirse a los naturales de este pueblo es "montehermoseños".

## Símbolos
El escudo heráldico de Montehermoso fue aprobado mediante el "Decreto 971/1974, de 28 de marzo, por el que se autoriza al Ayuntamiento de Montehermoso, de la provincia de Cáceres, para adoptar su escudo heráldico municipal", publicado en el Boletín Oficial del Estado el 10 de abril de 1974 y aprobado por el ministro de la Gobernación José García Hernández luego de haber emitido dictamen favorable la Real Academia de la Historia. El escudo se blasona oficialmente así:

En campo de azur, un monte, de oro, surmontado de un sol, del mismo metal. Timbrado con Corona Real de España.

## Geografía

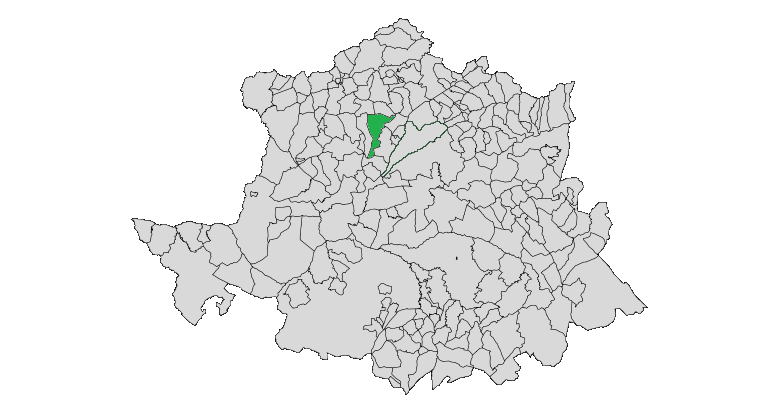
En verde, término municipal de Montehermoso. En gris, el resto de municipios de la provincia de Cáceres

Montehermoso se sitúa en la mancomunidad del valle del Alagón, en el noroeste de Extremadura. Dista 24 km de la capital del partido, Plasencia, y 90 km de la capital provincial, Cáceres. El pueblo está representado, dentro de las series cartográficas del Instituto Geográfico Nacional de España, en la hoja MTN50 número 597 y en la MTN25 número 597-2. Sus coordenadas son 40°05′N 6°21′O / 40.083, -6.350
El término municipal es una zona llana junto al río Alagón. Su altitud oscila entre 200 y 500 metros y va descendiendo a medida que nos acercamos al río. El punto más alto del término es el Teso Alto, situado a 504 metros de altitud en el límite municipal con Aceituna. El pueblo se encuentra a 394 m de altitud.
El término municipal de Montehermoso limita con los siguientes municipios:
| Noroeste: Pozuelo de Zarzón | Norte: Aceituna | Noreste: Valdeobispo    |
| Oeste: Guijo de Galisteo    |                 | Este: Galisteo          |
| Suroeste: Guijo de Galisteo | Sur: Riolobos   | Sureste: Alagón del Río |

### Hidrografía
Ríos y arroyos
Todos los arroyos del término municipal son afluentes del río Alagón, que es el límite este del término y único río importante de Montehermoso.
Los arroyos más importantes que desembocan en el río Alagón en Montehermoso son la Ribera del Bronco, que nace en la sierra de Santa Bárbara, al sur de Las Hurdes, y desemboca en el río Alagón cerca de las Potras; el arroyo de Aceituna, que desemboca un poco más al sur; y el arroyo de la Nava, que nace en Montehermoso y desemboca cerca de la ermita de Valdefuentes.
El único arroyo importante que pasa por el municipio y no desemboca allí es el arroyo del Pez, que se forma con la unión de varios arroyos en el embalse de Montehermoso y desemboca cerca de Morcillo. Existen además gran cantidad de arroyos y regatos menos importantes en Montehermoso.
Embalses
En el término municipal de Montehermoso hay dos embalses:
- El embalse de Montehermoso o embalse de Los Molinos, más conocido como La represa, se sitúa en la cabecera del Arroyo del Pez. Sus aguas bañan los términos municipales de Montehermoso, Pozuelo de Zarzón y Aceituna. Su uso principal es el abastecimiento de agua a la población. Su titularidad es municipal y data de principios de los años 1970.
- El embalse de Montehermoso-Valdeobispo es el otro embalse del municipio. Es de propiedad estatal y lo gestiona la Confederación Hidrográfica del Tajo. Tiene una triple función: regular las aguas del río Alagón, generar corriente eléctrica y surtir de agua para el riego de las vegas. Se sitúa en el río Alagón, en la zona de la Dehesa del Rincón. Sus aguas bañan los términos municipales de Montehermoso, Aceituna, Ahigal, Santibáñez el Bajo y Valdeobispo, y la superficie irrigada por éstas llega hasta Casillas de Coria, Galisteo y Torrejoncillo.[15]

Lagunas
Entre las lagunas más importantes del término destacan las lagunas del Tremedal, del Jerrao y Nueva, en la dehesa boyal.
Piscina natural
Montehermoso tiene una piscina natural cercana al cruce de las carreteras de Carcaboso y Alagón, bastante visitada en verano, aunque se desaconseja bañarse allí.

### Flora
Las tierras del término municipal están compuestas principalmente por cultivos de regadío, situados en la mayor parte del sur del término; así como por monte bajo, localizado en el límite norte y varias cuestas repartidas por el término municipal. También hay olivos en los huertos próximos a la localidad y una dehesa boyal arbolada al suroeste del pueblo.

### Geología
En el término se pueden distinguir tres tipos de formaciones geológicas:
- Formaciones graníticas situadas al norte del término formando los Granitos de Plasencia-Montehermoso.
- Formaciones pizarrosas que forman parte del complejo esquistograuwacquico, que es el nombre que reciben las formaciones pizarrosas del centro-oeste de la península ibérica.
- Formaciones recientes, terrenos de los periodos Terciario y Cuaternario que abundan en la vega del río.

### Zonas protegidas

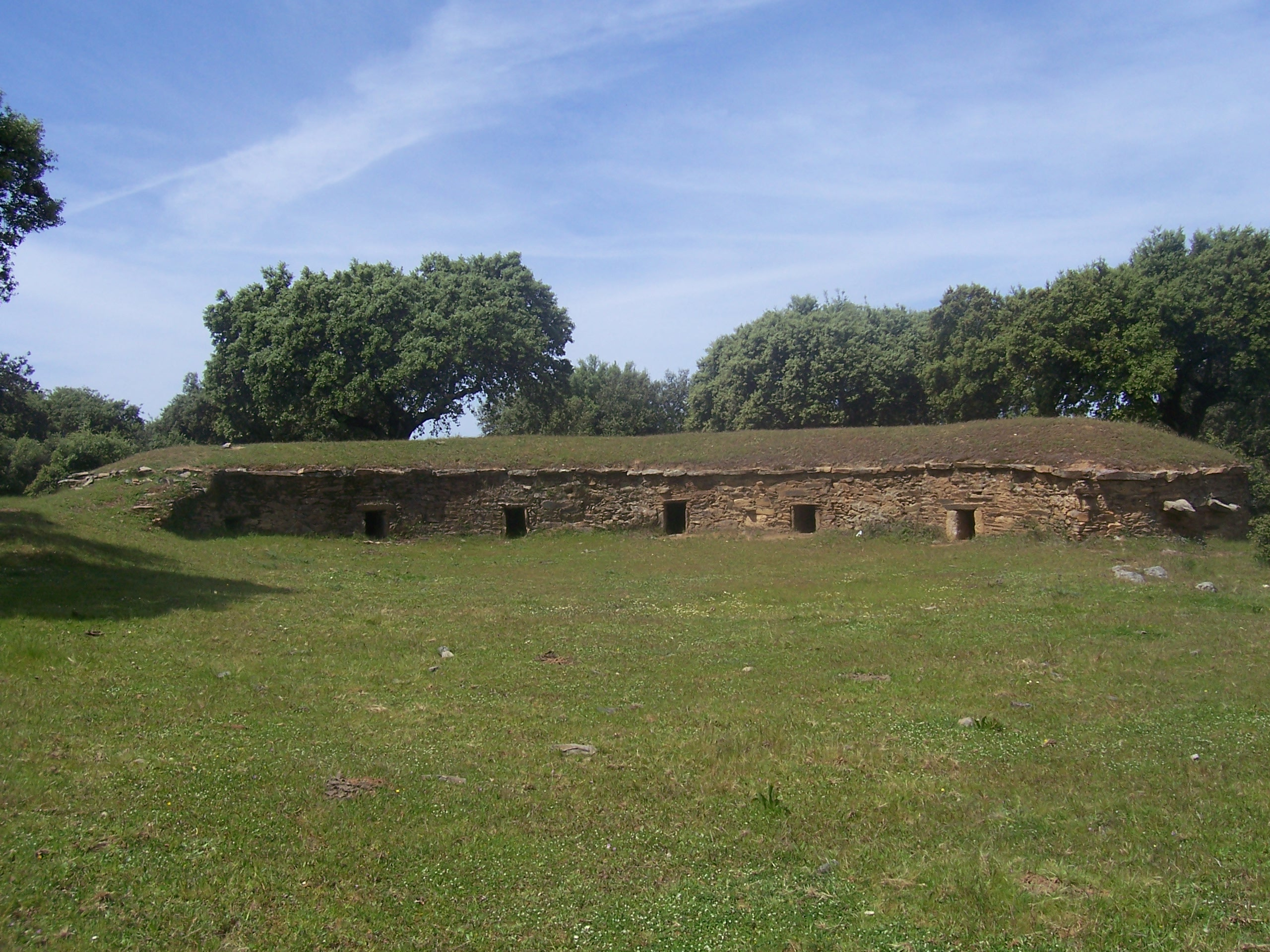
Zahúrda en la dehesa boyal

El municipio cuenta con un espacio natural protegido, la dehesa boyal, que en 2014 fue declarada parque periurbano por la Junta de Extremadura. El parque periurbano de Montehermoso es una dehesa arbolada extremeña de aproximadamente 1125 hectáreas con gran cantidad de encinas, además de alcornoques y robles, situada al suroeste del pueblo. El Arroyo del Pez la atraviesa y sobre este hay construidos puentes de piedra, como el Puente de Simón Ruano; así como pasaderas, que son piedras alineadas para cruzar el arroyo.
En la dehesa se conservan dólmenes del IV milenio a. C. colocados en círculo y con un pasillo. Los dólmenes eran enterramientos, pero los cadáveres no se conservan debido a la acidez de la tierra. Hay tres dólmenes descubiertos que fueron investigados por la Universidad Complutense de Madrid entre 1999 y 2000: el Gran Dolmen o Dolmen de las Colmenas, que es el que tiene un corredor más largo; el Dolmen de la Gran Encina, llamado así por estar próximo a una encina centenaria; y el Dolmen del Tremal o Dolmen del Tremedal, que es el más antiguo de todos con unos 5500 años de antigüedad y está situado junto a la laguna del mismo nombre.
Cerca del pueblo se encuentra la majada de los Porqueros, un conjunto de chozas llamadas zahúrdas, donde se refugiaban los cerdos, y la choza del porquero, el ganadero que los cuidaba. Existen dos tipos de zahúrdas, las de adultos, y las de parideras. En la dehesa hay algunos molinos que se usaban antiguamente para la molienda de la aceituna o del cereal, como el molino del Herrado y el molino de Respinga. Otros puntos importantes son el chozo de Daniel el de las Bestias y la fuente del Herrado, una fuente con pilas y una laguna cuyo nombre se debe a la alta concentración de hierro que hay allí.

## Historia

### Prehistoria

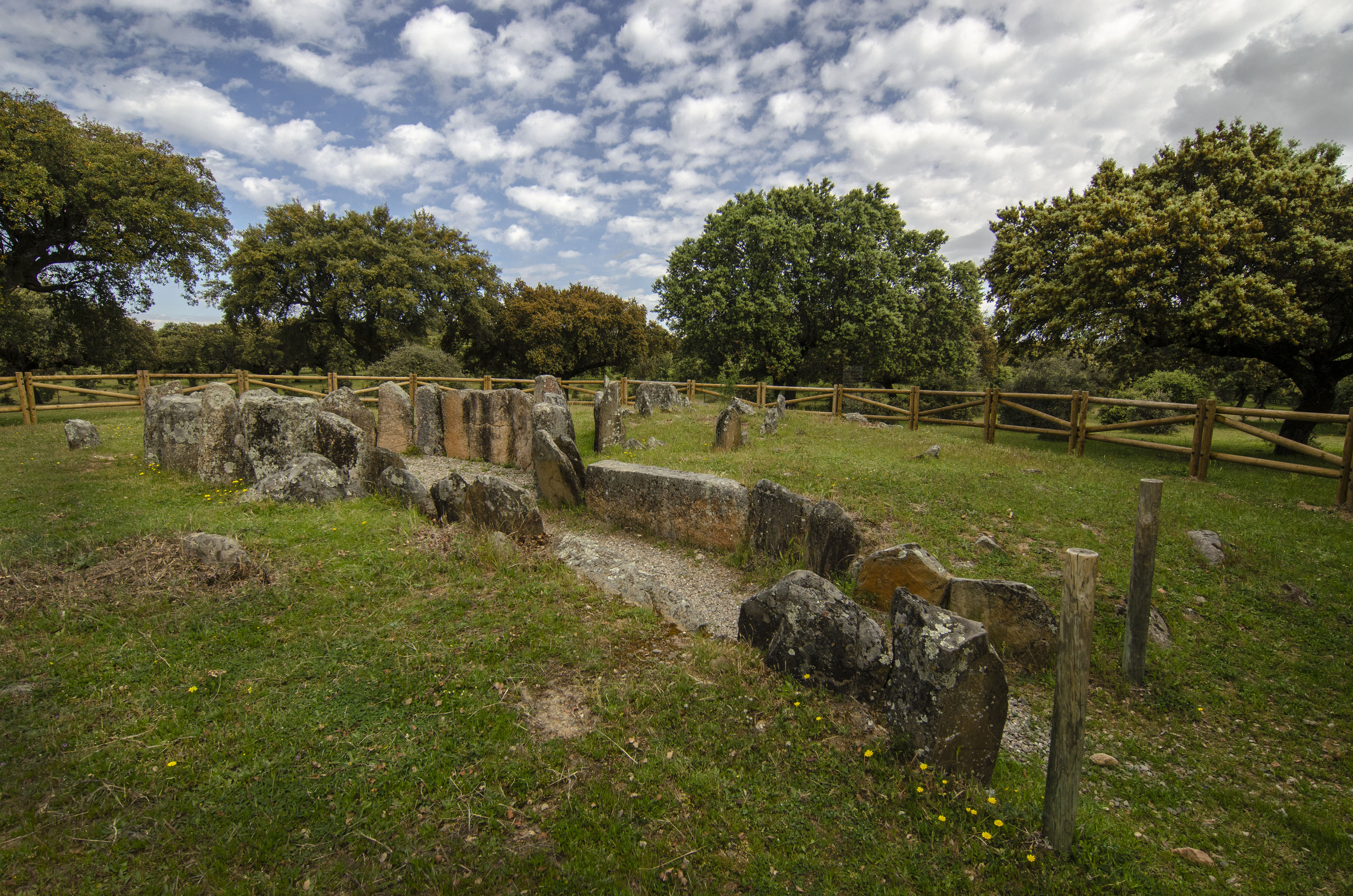
Dolmen de la Gran Encina

Pueblos antiguos poblaron los alrededores de Montehermoso. El Dolmen de la Gran Encina es un monumento megalítico situado en la Dehesa Boyal de Montehermoso. Forma parte de un conjunto de tres dólmenes que han sido estudiados, excavados y restaurados. Los análisis de carbono 14 sitúan su construcción en la mitad del IV milenio a. C. Estos dólmenes son un grupo de piedras formando un círculo o un polígono en el que uno de sus laterales es un pasillo que sirve de salida.
En el término municipal de Montehermoso, en el año 1968, se descubrió un verraco ibérico o vetón en la pared de un solar del pueblo. El verraco representa un suido -jabalí o cerdo- de 73 x 35 x 24 cm tallado en granito gris, en un estado muy deteriorado; tenía rotos el hocico y las extremidades. Sobre su costado derecho lleva grabada una inscripción funeraria latina. Tras el paso de los vetones por Extremadura, los celtas se mezclaron con ellos. Algunos investigadores atribuyen el origen de la danza de Los Negritos de San Blas a este pueblo.

### Época romana

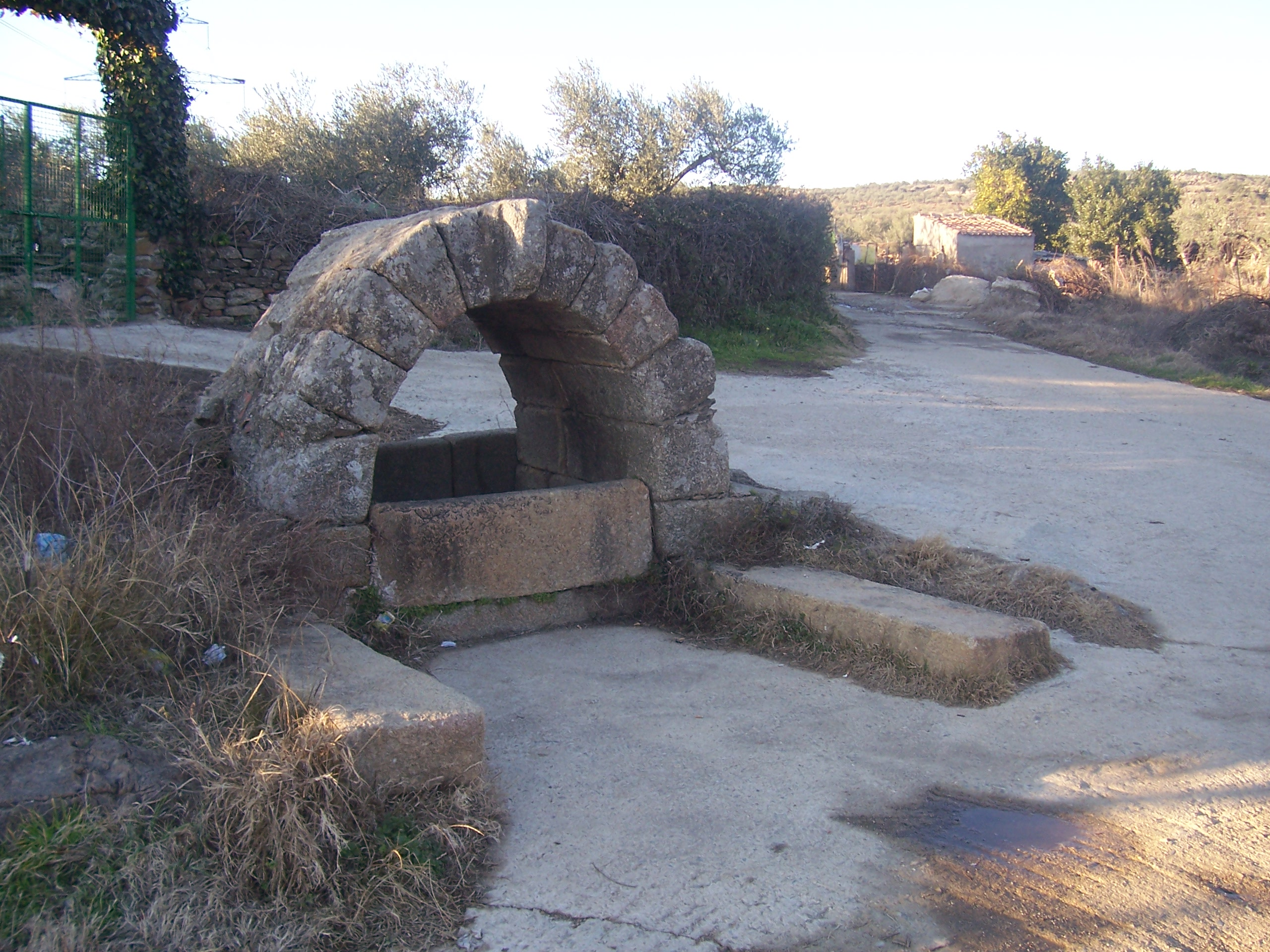
Fuente el Ronco

Los romanos también pasaron por lo que hoy es Montehermoso, ya que en el término municipal hay varios restos romanos. Los romanos construyeron una calzada para unir la ciudad romana de Cauria con la Vía de la Plata. Uno de sus tramos es el actual camino del Cordel o camino viejo de Santibáñez el Bajo. Dicha calzada romana sería en el siglo XIX el camino real que uniría Coria y Plasencia. En ese camino real se conservan varias construcciones romanas: un tejar, en la dehesa boyal; la fuente el Ronco, en las afueras del pueblo, un pozo del que todavía se puede sacar agua; y La Puente, un puente romano que servía para pasar el Arroyo de Aceituna o Arroyo Tuna.
Además, en el norte de la Dehesa Boyal, junto al antiguo camino que unía Montehermoso con Guijo de Galisteo, se pueden encontrar las canteras que constituyen el batolito de granito de Montehermoso, de donde los romanos extrajeron parte de las piedras para las Murallas de Coria, al no haber canteras en los alrededores de la ciudad.
Sobre 2001 fueron descubiertos epígrafes rupestres grabados en granito en los términos municipales de Montehermoso y Aceituna. Aunque sus inscripciones son abreviadas, se han datado en la época de Vespasiano y documentan una operación catastral de delimitación territorial entre tres comunidades, cuyos nombres completos se desconocen, como consecuencia de un pleito.
Tiempo antes se había descubierto en la Dehesa de la Atalaya un ara desgastada de granito, también de este periodo, de dimensiones 70 x 30 x 20 cm, y con letras arcaicas del siglo III, probablemente de divinidades romanas relacionadas con una comunidad vinculada al oppidum de Cáparra.
En enero de 1951 se descubrieron en un olivar, durante las obras de construcción de la carretera, un horno y dos sepulturas del año 392. En 1935 se habían descubierto otras tres sepulturas romanas en la zona.
La inscripción latina grabada sobre el verraco vetón hallado en el pueblo indica que los romanos lo utilizaron como losa sepulcral para un niño de dos años. Otros restos de la época encontrados en Montehermoso son dos monedas del emperador Teodosio y una de Constantino.

### Edad Media
Épocas visigoda y árabe
En la finca de la Jarilla, a unos 5 km del pueblo, se encontró hace pocos años un ajuar visigodo, datado en el primer cuarto del siglo VI, junto con restos romanos como «tegulae» y ladrillos. Esto ha hecho pensar que en la zona podría haber existido una villa romana habitada a finales de siglo III con continuidad en tiempo de los visigodos.
Aunque Montehermoso aún no había sido fundado durante la conquista musulmana de la península ibérica, los árabes poblaron el entorno durante los siglos IX, X y XI, aprovechando el valle del río Alagón. Queda reflejo de aquella cultura en los nombres de dos barrios del pueblo, el Albadil y las Cábilas. Además, en el pueblo y su término municipal se pueden encontrar otros ejemplos de lugares que aún conservan un nombre de origen árabe como puede ser la plaza Morón, La Morisca o el Zandejo. Los árabes legaron al pueblo, entre otras cosas, el sistema de riego mediante norias, los adobes, la construcción de tapias con tierra prensada, las almenillas de las mantas típicas y la alfarería.
Fundación

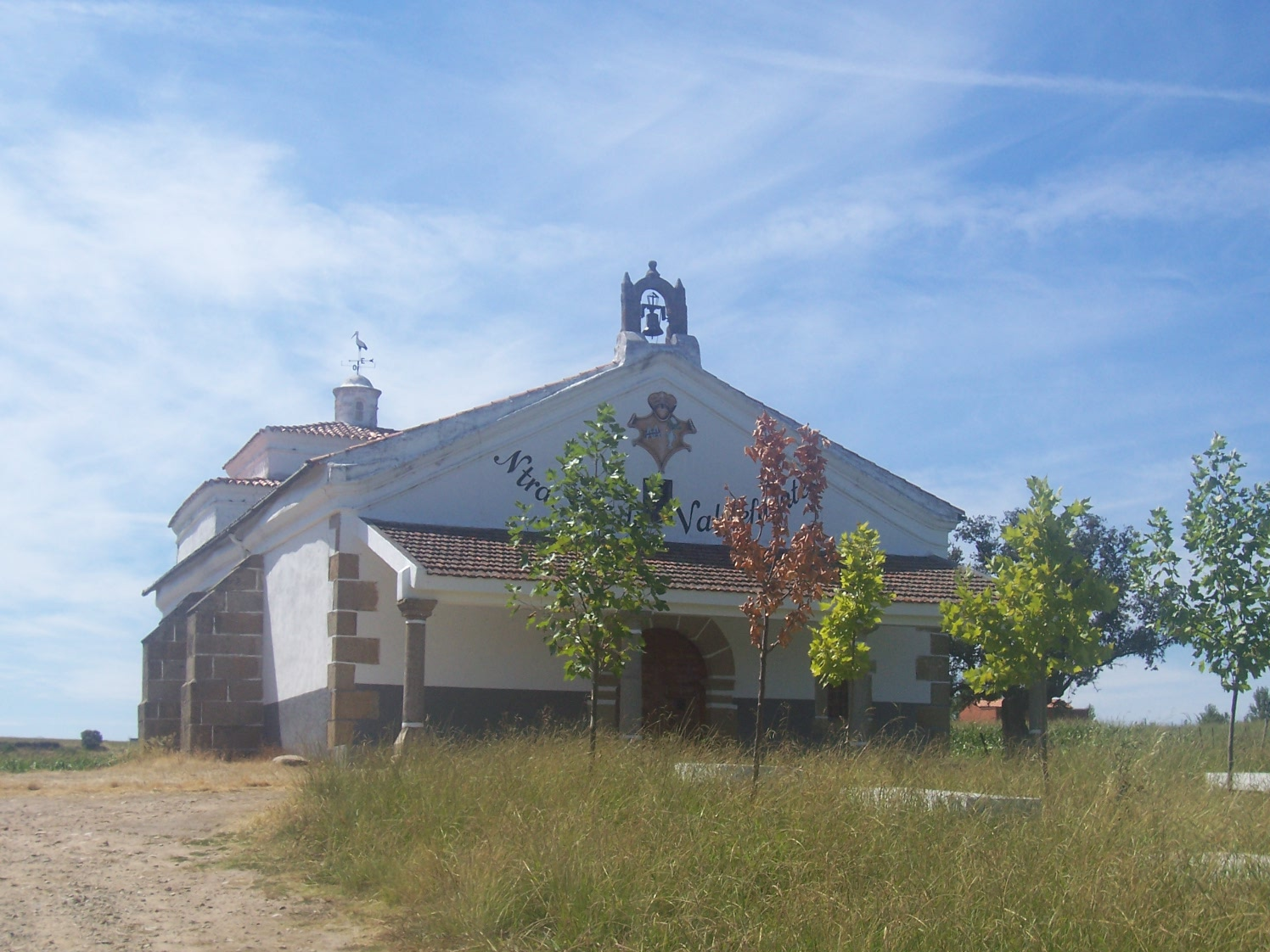
La ermita de Valdefuentes sirvió hasta el para albergar la imagen de la Virgen de Valdefuentes. Esta imagen del fue encontrada, según una leyenda local, por unos campesinos del en una encina próxima a esta ermita

El nacimiento de Montehermoso fue por el siglo XIII, y se fundó como una aldea dependiente del Señorío de Galisteo con una población de unas 15 o 20 familias, los primeros montehermoseños. La aldea se fundó como parte de la Repoblación de la Transierra leonesa tras la Reconquista, que había hecho de la comarca un territorio peligroso y despoblado durante los siglos XI y XII y que no permitió una repoblación hasta después de la Batalla de las Navas de Tolosa de 1212.
En 1217 Alfonso IX de León repobló la villa de Galisteo, constituyéndose la Mancomunidad de Villa y Tierra de Galisteo. Algunos de los nuevos campesinos repobladores que iban llegando a Galisteo fueron distribuidos por el territorio de la villa, formando aldeas que inicialmente no eran más que agrupaciones de 15 o 20 familias ocupando un territorio regido por un concejo. Estas aldeas fueron Aceituna, Aldehuela, Carcaboso, Guijo de Galisteo, Holguera, Malpartida, Montehermoso, Pozuelo de Zarzón, Riolobos y Valdeobispo. En poco tiempo, Montehermoso experimentó un rápido crecimiento de población.

### SigloXVI

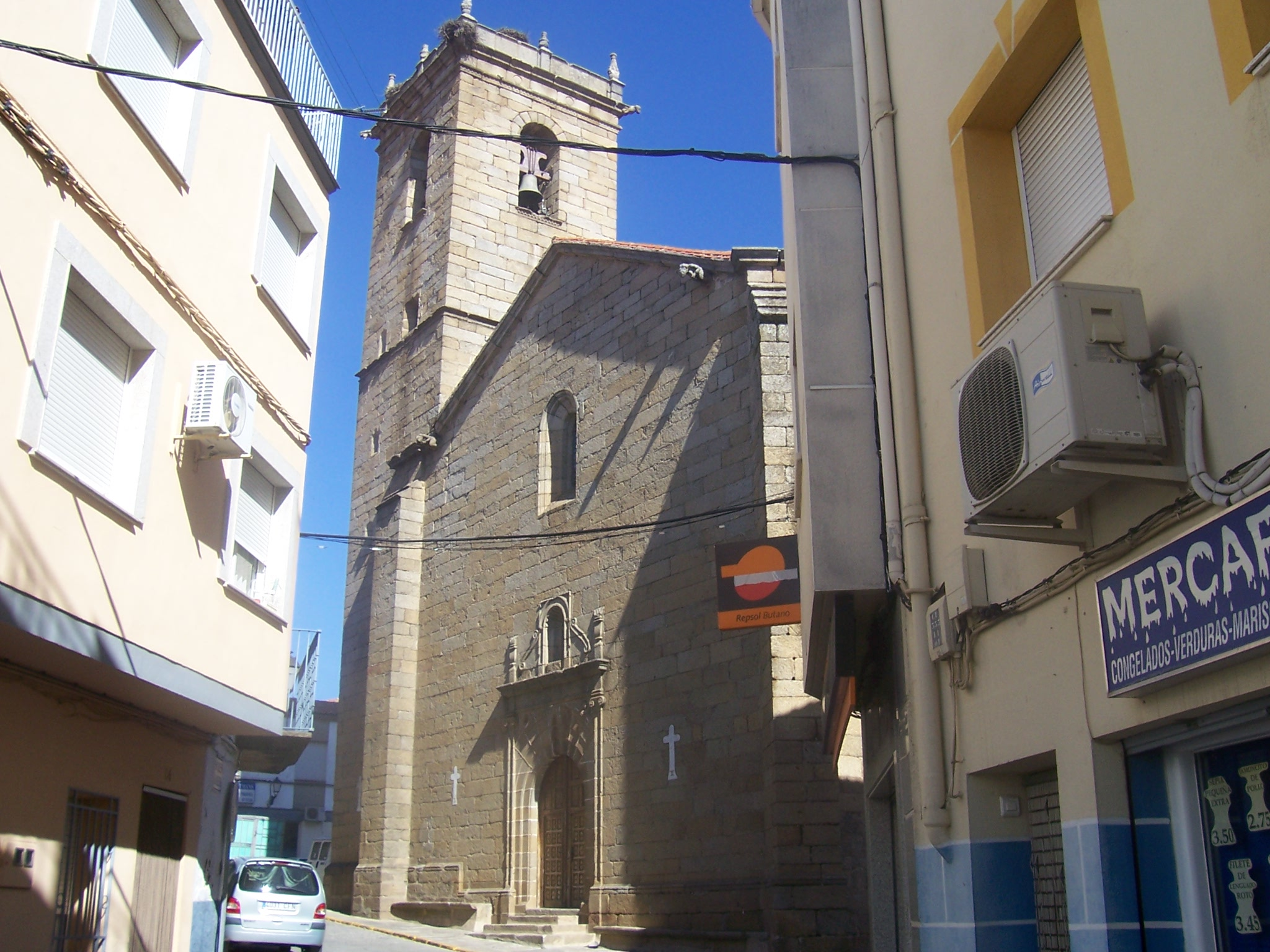
Iglesia parroquial de Nuestra Señora de la Asunción, monumento del

El 13 de diciembre de 1531 fueron escritas las Ordenanzas de Galisteo, que organizaban la agricultura y ganadería del señorío.
El 22 de enero de 1544, una expedición con frailes dominicos organizada por Bartolomé de las Casas para evangelizar el obispado de Chiapas, en México, pasó por Montehermoso. El cronista de la expedición comentó en su crónica que no pudieron rezar en la iglesia por las goteras que había. Aquella iglesia primitiva fue sustituida en aquella época por la actual iglesia de Nuestra Señora de la Asunción, que terminó de construirse entre 1546 y 1569, época en la que Pedro Manrique de Lara y Luna regentó el Señorío de Galisteo.
En 1575, por orden del rey Felipe II, se elaboró un estudio estadístico, las Relaciones Topográficas de los pueblos de España, que pretendía dar una descripción detallada de las poblaciones del país. Para ello, se enviaron unos cuestionarios, los cuales debían ser respondidos en cada pueblo por clérigos u otras personas inteligentes de cada localidad. En dicho estudio se menciona que el pueblo proveía de vino a sierra de Gata, y que la ganadería de todo género era abundante, aunque se producían pocos cereales y aceite y faltaba pescado marítimo y salado en la localidad. Se cazaban perdices, conejos y liebres. El río Alagón, donde se molía pan en verano, se tenía que cruzar en barca. Había unos 300 vecinos en el pueblo, y la población bebía de tres pozos que tenían buena agua. Las fiestas locales eran las de San Antonio y San Blas.
En 1589 se encontró a un kilómetro del pueblo un yacimiento de plata.

### Condado de Montehermoso
El Condado de Montehermoso fue un título nobiliario concedido por el rey Felipe IV el 8 de julio de 1658 para recompensar a los Manrique de Lara por la pérdida del Condado de Osorno. Desde entonces y hasta 1837 los condes de Montehermoso fueron los dueños del Señorío de Galisteo. Actualmente ostenta este título el duque Fernán Núñez.

### SigloXVIII
Catastro de Ensenada de 1752

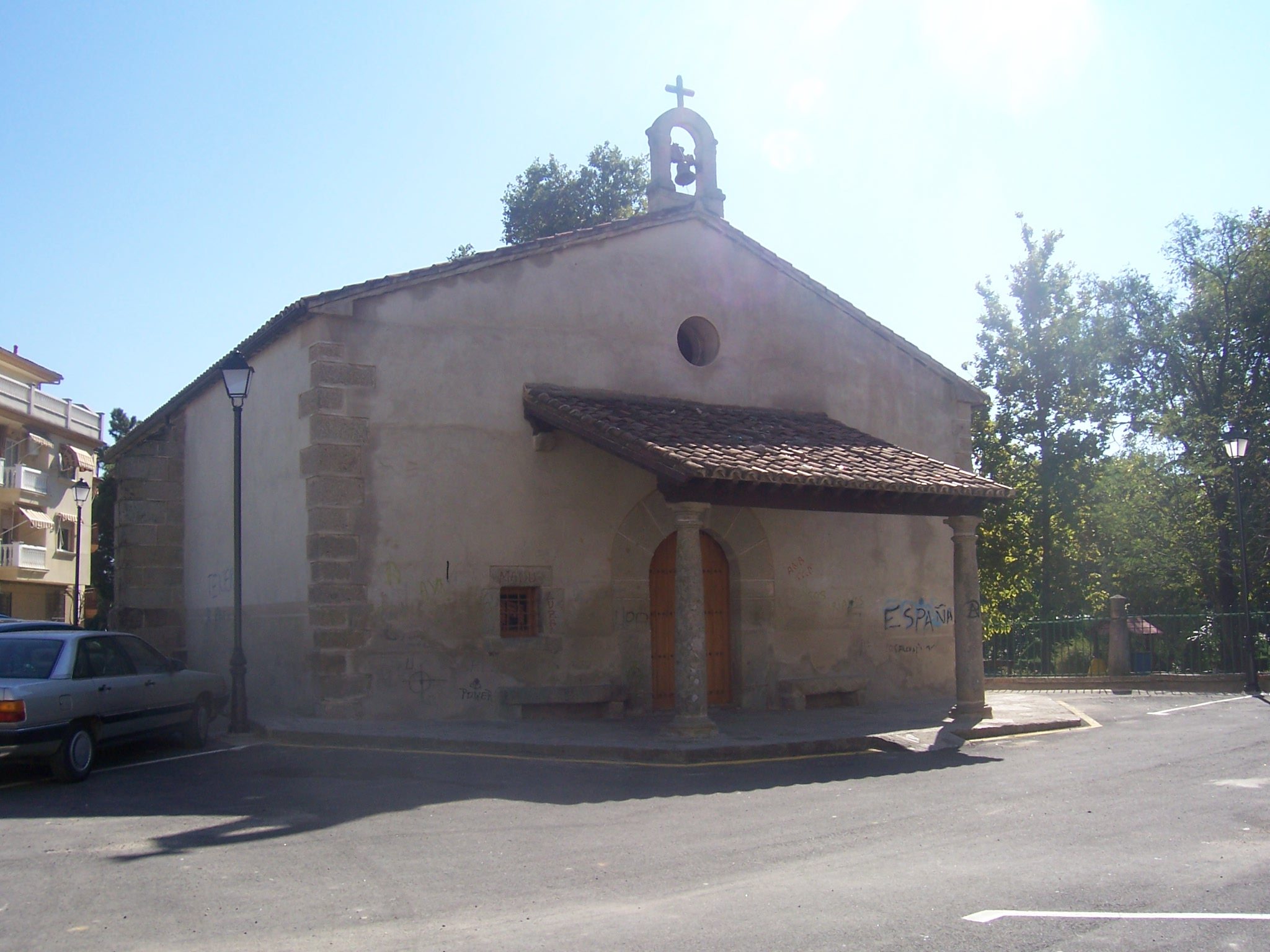
Según una piedra del arco original de la puerta, la ermita de San Sebastián fue construida en 1742

El Catastro de Ensenada se realizó en Montehermoso el 11 de diciembre de 1752. Aunque hay pueblos en los que el catastro se conserva en mejores condiciones, en Montehermoso solo quedan copias del documento original. El documento daba los siguientes datos de la aldea:
La aldea pertenecía al duque del Arco y conde de Puertollano, señor de la villa de Galisteo, que recibía los beneficios por medio de Francisco Blasco Montero, administrador de la villa.
Montehermoso, por ser aldea, no tenía término definido, aunque los vecinos consideraban unas determinadas tierras como parte suya. En esas tierras había 9.000 fanegadas para trigo, cebada, centeno, garbanzo, linaza, vino, aceite, frutos, bellotas y pastos. Tremadales era la única huerta de regadío, que se regaba con agua de manantiales hasta el mes de junio; el resto del término era de secano. Los árboles, excepto en Aljarafe y San Bartolomé, estaban desordenados y mezclados. Dentro del territorio de Montehermoso se encontraba la Atalaya, una finca independiente del señorío de Galisteo, que disponía de una ermita en la que se hacía misa los domingos.
En Montehermoso había cinco lagares de aceite, uno de cera, nueve molinos harineros y un batán de paños.
Los esquilmos del pueblo pertenecían a vecinos y no venía nadie de fuera. Se criaban vacas, ovejas, bueyes, cabras, cerdos, caballos y burros. Había además colmenas en Montehermoso. En Montehermoso vivían 550 vecinos, es decir, cabezas de familia, y ninguno de ellos vivían en alquerías o fincas fuera del pueblo.
En la localidad había 550 casas habitables, 100 casas para ganado, una dehesa boyal con horno para cocer tejas. El ayuntamiento tenía casas para cárcel, carnicería, médicos, balcones para funciones taurinas, etc.
Había un médico, un cirujano-barbero, un boticario, dos tenderos de buhonería y mercería, cuatro arrieros, dos cereros, tres capaceros, un maestro, etc. Entre los oficios de artes mecánicas había seis carpinteros y dos oficiales, cuatro albañiles y canteros, cinco zapateros, dos albarderos, veintidós herreros y tres oficiales, veintitrés tejedores de lienzos, doce sastres, tres hortelanos y once molineros.
También había cien jornaleros, doscientos labradores, un operario de labor, cuarenta mozos de labor, cuarenta mayorales de ganado, cuarenta zagales de ganado y siete pescadores. Vivían en el pueblo, en la miseria, tres ciegos y algunos imposibilitados y viudas. En Montehermoso había seis sacerdotes.
Años 1760
En los años 1760, dentro de un supuesto plan de la Santa Sede de enviar jesuitas portugueses a España haciéndose pasar por curas seculares, fue nombrado teniente de cura de Montehermoso el jesuita portugués Manuel Carrillo Gil (en portugués, Manoel Carrilho), que fue detenido al saberse que era uno de los jesuitas expulsados de Portugal. El padre Manuel Carrillo, nacido en 1715 en Castelo de Vide, fue nombrado teniente de cura de Montehermoso por el Obispo de Coria Juan José García Álvaro contra la voluntad de los vecinos del pueblo, que lo rechazaban por extranjero y por haberle quitado el puesto a un eclesiástico con más mérito que él. Aunque el obispo declaró que el sacerdote no podía volver a Portugal al haber sido expulsado de allí, el Consejo Extraordinario decidió expulsarlo de España.
Censo de Floridablanca de 1787
El censo de Floridablanca daba la siguiente información sobre Montehermoso:
La aldea tenía 2281 habitantes, de los cuales 1154 eran hombres y 1127 eran mujeres. Las profesiones se repartían así: 1810 menores sin profesión específica, 190 labradores, 170 jornaleros, 61 artesanos, 32 criados, 4 de fuero militar, 3 estudiantes, 2 comerciantes, 2 órdenes de menores, 2 tenientes de cura, 1 escribanos, 1 hidalgo, 1 beneficiado, 1 sacristán, 1 escribanos y 1 un beneficiado de sueldo real.
Interrogatorio de 1791
El interrogatorio de 1791 fue realizado en Montehermoso el 8 de marzo de ese año y daba la siguiente información del pueblo:
La localidad tenía ayuntamiento propio aunque pertenecía al Señorío de Galisteo. El ayuntamiento estaba compuesto por dos alcaldes y cuatro regidores. Había 530 vecinos en Montehermoso. Los vecinos jugaban en los días festivos a la calva, barra y naipes. Las calles de Montehermoso, aunque estaban limpias, necesitaban una reforma. Sin embargo, los caminos reales y travesías se podían transitar más fácilmente. Montehermoso no tenía ningún cementerio. Montehermoso tenía dos cofradías: la de la Vera Cruz, que contaba con 500 cofrades, y la del Santísimo, que tenía 170. En Montehermoso había cinco ermitas.
También había una escuela de niños. Había un médico, un cirujano y un boticario. Las cosechas de Montehermoso eran de trigo, cebada, centeno, garbanzos, aceite, vino, lino, ajos y pimiento. En los cuatro huertos de regadío había habichuelas, berzas, lechugas, pimiento, peras, ciruelas e higos. Las tierras se cultivaban con bueyes y vacas. Montehermoso tenía lagunas para el ganado y en una de ellas se pescaba. Tenía además una barca. Había ocho molinos de aceite para las aceitunas. El monte común se repartía a lotes para ser limpiado de maleza; en cada parte los vecinos tenían derecho a llevarse la leña. El ayuntamiento de Galisteo se encargaba de averiguar quién era el culpable en caso de quema de monte. No había castillos ni casa de campo en el término. Se cazaba perdiz, conejo y liebre; y se pagaban recompensas por matar lobos y zorros, que aumentaban si eran hembras y más aún si estaban preñadas. Había 300 colmenas en Montehermoso. Se criaban ovejas, cabras, puercos, yeguas y vacas.

### SigloXIX

División del Señorío de Galisteo en municipios

Antonio de Benavides describió el estado y comunicaciones de Montehermoso en el siglo XIX. Además, en 1848, Pascual Madoz, en su Diccionario geográfico-estadístico-histórico de España y sus posesiones de Ultramar, describió detalladamente el pueblo.
Según las descripciones, el pueblo estaba entonces cruzado de caminos pero el río Alagón dificultaba las comunicaciones con Plasencia, al tener que sujetarse a él por las barcas o vados. Montehermoso distaba una legua con el río Alagón, cuatro a Plasencia y nueve a Portugal. Los caminos más cómodos para ir a Portugal eran los de Moraleja y el Puerto de Perales; a León, los de Baños y Lagunilla; y al resto de Extremadura, los de Moraleja, Alcántara, Coria y Plasencia. La localidad estaba situada en un bajo rodeado de monte de encinas. En su clima templado reinaban vientos del noreste y sur y se padecían fiebres estacionales. El correo se recibía en Plasencia cada ocho días.
Montehermoso, pueblo principalmente agrícola y ganadero, producía trigo, cebada, centeno, hortalizas, vino, y aceite. Se criaba ganado de cerda, vacuno, cabrío y lanar y se cazaba y pescaba. Había también pastos, leña y molinos. Se fabricaban artesanalmente objetos de hierro y metal y se vendían granos y ganado en un mercado todos los domingos, desde finalizada la montanera hasta Carnaval. Se le regulaban 300 carros de bueyes y 350 caballerías de todas las especies y había hombres de todos los oficios necesarios y hasta dos armeros.

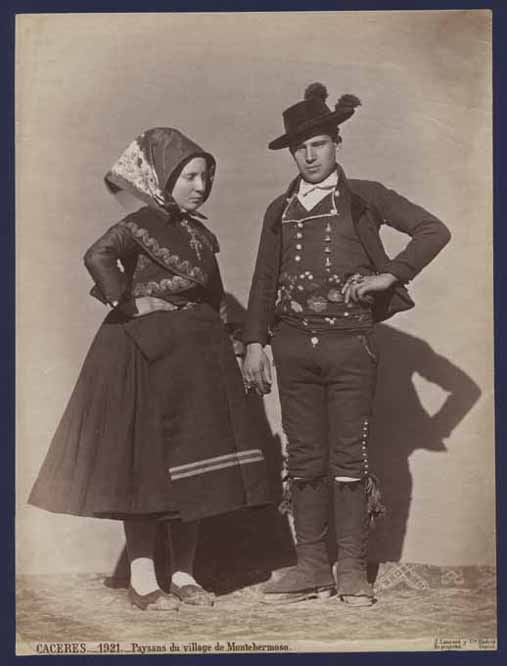
Aldeanos de Montehermoso fotografiados por Laurent

Los edificios públicos principales eran la iglesia y cuatro ermitas situadas en las afueras del pueblo capaces de alojar 130 o 140 hombres cada una. Además, en el pueblo había una casa consistorial con cárcel, una escuela de primera educación, dos escuelas particulares, y un cementerio junto a la ermita de San Bartolomé. En 1848, el pueblo tenía mil casas, la mayoría de ellas de piso bajo. Las casas estaban separadas, lo que proporcionaba mayor sanidad al pueblo. Las calles eran anchas y había dos plazas.
En 1837, cuando se produjo la disolución del Señorío de Galisteo, la localidad pasó a ser un lugar con ayuntamiento en la provincia de Cáceres. Al principio, el término municipal limitaba al norte con Riolobos pues, al repartirse los términos, Riolobos había adquirido unos terrenos al norte de Montehermoso. El terreno era llano, de secano y de buena calidad.
El agua era buena aunque poco abundante, lo que se solucionaba con los muchos pozos que había en el pueblo y los dos abrevaderos para el ganado. Uno de los pozos, el de la Fragua, era inagotable. El término municipal era bañado por el río Alagón, a una legua de distancia.
Hechos destacables
A principios de siglo XIX, durante la Guerra de la Independencia Española, los franceses pasaron por el pueblo. José I, en sus memorias de correspondencias, recogía una carta enviada por Soult al general Delaborde, fechada en Plasencia a 9 de septiembre de 1809, en la que se informaba de que Montehermoso podía ser un lugar desfavorable a defender, al estar en la carretera directa de Plasencia a Ciudad Rodrigo, por lo que era necesario ocupar Montehermoso, especialmente por las tropas que tendrían en Coria y Moraleja. Por esto, el general Delaborde daría órdenes a dos batallones de unirse al general Foy para ocupar el pueblo. Clerjon de Champagny, en su Álbum de un soldado durante la campaña de España, también hizo alusión a su paso por la localidad extremeña de Monte Hermoso o Beaumont.
Un acontecimiento destacable ocurrido en el pueblo durante el reinado de Fernando VII fue el descubrimiento de una mina de oro en los alrededores de la localidad. En 1825, tras ser informado el rey de su descubrimiento, se nombró una comisión facultativa. Esta comisión informó al rey de que las autoridades locales perseguían a las personas que iban a buscar oro al río, y el rey, derogando varios artículos de la ordenanza de minas de 1584, hizo cesar las persecuciones a los buscadores de oro de Montehermoso y de los demás lugares de la península.
En 1837 el Señorío de Galisteo fue disuelto, dando lugar a los municipios de Montehermoso, Pozuelo de Zarzón, Guijo de Galisteo, Morcillo, Aceituna, Aldehuela de Jerte, Carcaboso, Galisteo, Riolobos y Holguera.
En 1842 estos nuevos municipios acordaron repartirse sus tierras y montes, dando lugar a los términos municipales. Estos términos fueron modificados por acuerdos entre los municipios, pues se acordó un plazo para cambiar los municipios hasta la forma actual. Así, a la caída del Antiguo Régimen la localidad se constituye en municipio constitucional en la región de Extremadura, desde 1834 quedó integrado en el partido judicial de Plasencia. En el censo de 1842 contaba con 680 hogares y 3725 vecinos.
En 1872, durante el Sexenio Revolucionario, hubo sublevaciones en el pueblo. El 3 de agosto de 1880 se produjo un incendio en el barrio del Albadil que redujo completamente a escombros cuatro casas del pueblo.
En diciembre de 1891 se produjo un atentado terrorista en el pueblo. Se colocaron dos petardos en el interior de la casa del alcalde Pedro Gutiérrez. El primero se colocó en la bodega y rompió varias tinajas de aceite cuando estaban todos acostados. El segundo se colocó bajo la cama del alcalde y estalló poco después, pero al acudir el alcalde y su familia a ver qué pasaba en la bodega se libraron de una muerte segura.
En 1897 se construyó la actual casa consistorial. El 11 de mayo de 1898, mientras se declaraba el Estado de Guerra en Plasencia, partieron desde allí fuerzas militares hacia Montehermoso, donde se había producido un motín de consumos. Las autoridades temían graves disturbios debido al carácter que por entonces tenía el pueblo.
El 24 de agosto de 1899, unos soldados del pueblo que habían regresado ilesos de la guerra de Cuba decidieron celebrar la tradicional suelta de toros de la fiesta de san Bartolomé. Aunque no tenían autorización del Gobierno Civil y la Guardia Civil se negaba a autorizar la suelta del toro, al estar todo preparado algunos hicieron salir al toro, lo cual provocó una trifulca que hizo que no se volvieran a celebrar toros en las fiestas de san Bartolomé hasta unos años después.

### SigloXX
Se distinguen dos partes diferentes en la historia del siglo XX en el pueblo. En la primera mitad de siglo, el pueblo era un lugar atrasado en muchos aspectos y estaba controlado por los caciques. En la segunda mitad, el pueblo se modernizó y se realizaron gran cantidad de obras públicas en el municipio.
Primera mitad de siglo

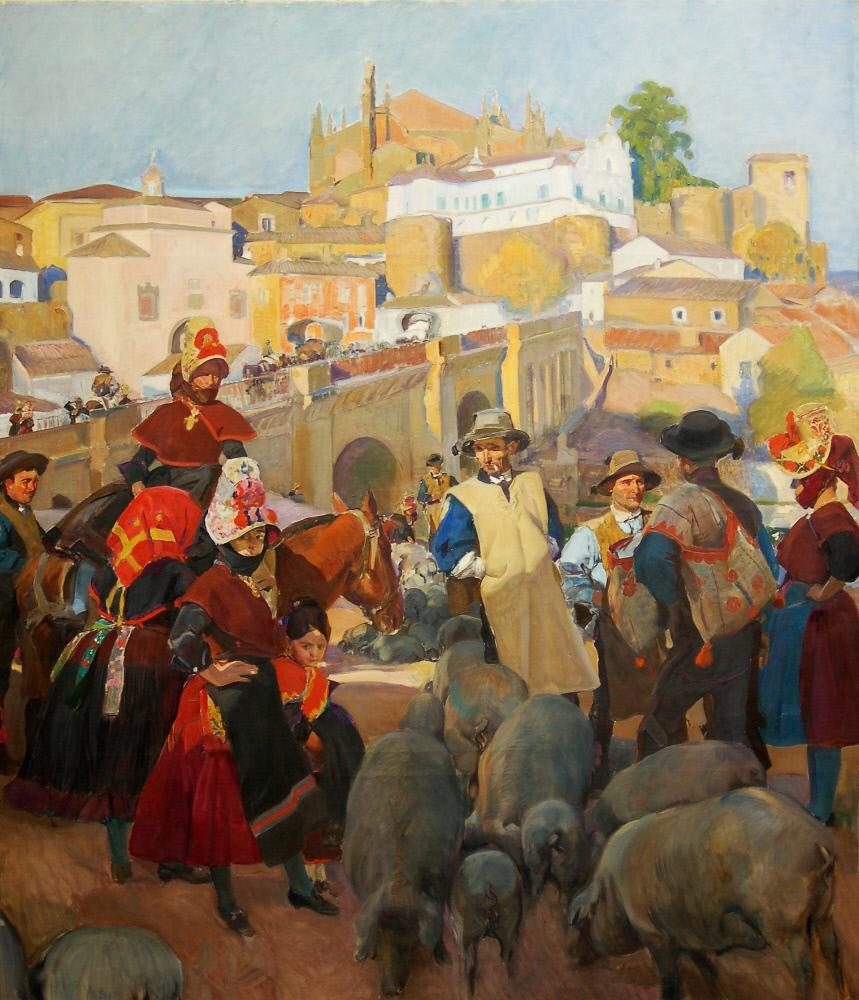
Joaquín Sorolla pintó en 1917 El mercado, donde se veía la ciudad de Plasencia desde uno de los márgenes del río Jerte. A la izquierda de dicho cuadro pueden verse mujeres ataviadas con el traje típico montehermoseño

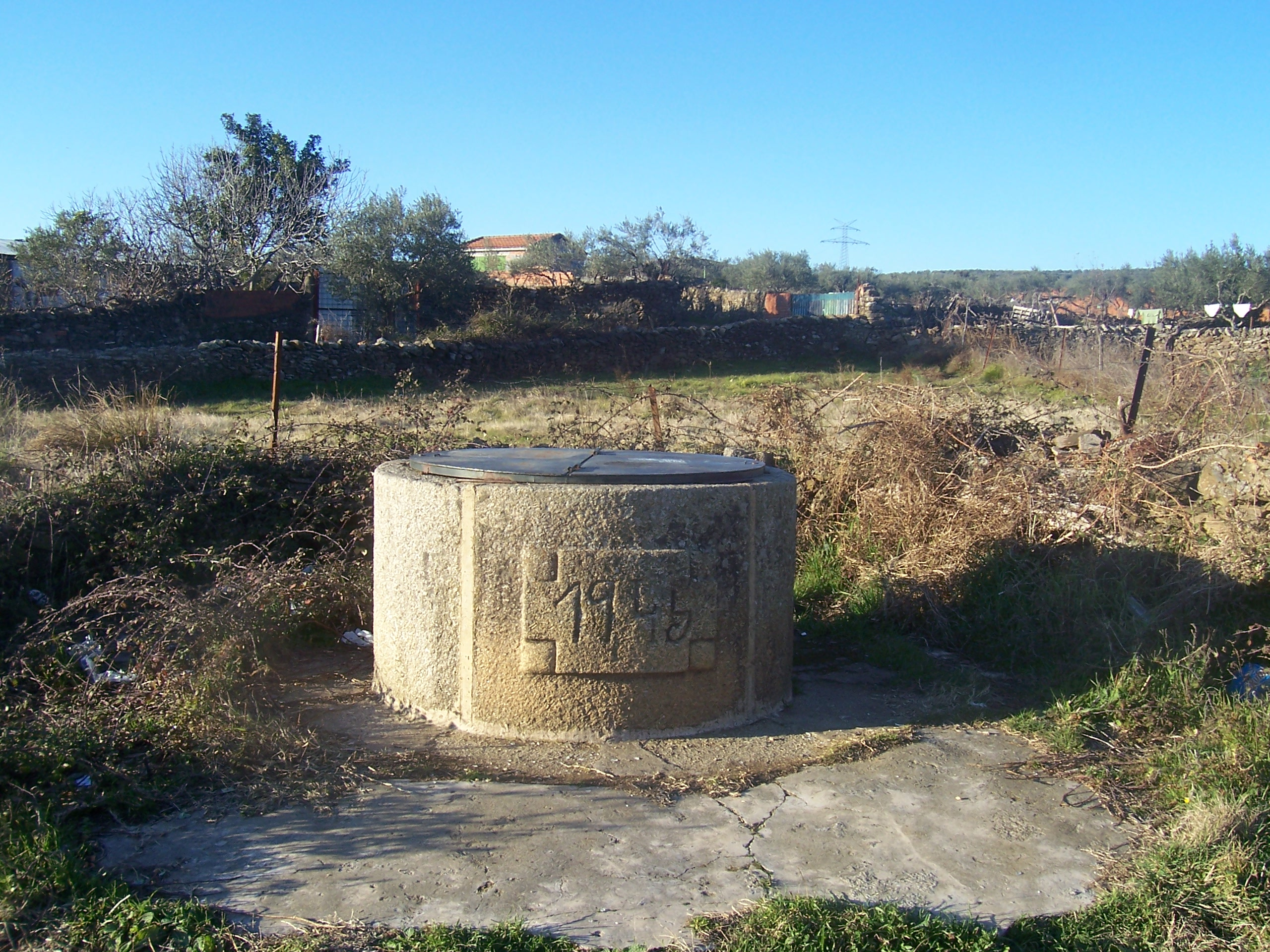
El Pozo Capricho se hizo en 1945, tal y como indica su brocal

Demográficamente, en la primera mitad de siglo XX Montehermoso era uno de los pueblos más grandes de la provincia de Cáceres, pero crecía lentamente. Aunque la tasa de natalidad era alta, también lo era la tasa de mortalidad, destacando sobre todo la mortalidad infantil. La esperanza de vida era de 46,1 años. Pese a todo, el pueblo aumentó su población entre 1900 y 1950, pasando de casi 3000 habitantes a casi 5000.
En esta morbilidad y mortalidad influían numerosos factores sanitarios, económicos y de atraso cultural. Las calles no tenían alcantarillas y muchas de ellas estaban sin pavimentar. Las casas tenían corrales con animales, accediéndose muchas veces a las cuadras a través de la propia vivienda. Además, el agua se obtenía de pozos que a veces no eran potables, el cementerio se situaba próximo al casco urbano, y había lagunas palúdicas y estercoleros en la periferia de la población. A veces había epidemias, como la epidemia de gripe de 1918, que hizo que en octubre de 1918 hubiera unas 500 personas afectadas en el pueblo. En el pueblo, hasta principios de siglo, sólo había un médico. Sin embargo, más adelante se aumentó la plantilla de médicos titulares a dos y en 1931 se creó el Dispensario Antipalúdico de Montehermoso con un Centro Primario de Higiene Rural. A pesar de los avances, los problemas sanitarios se siguieron sufriendo hasta la posguerra.
La economía era agrícola y el latifundismo dominaba el municipio frente a un minifundismo poco rentable. A principios del siglo XX, 15 grandes propietarios controlaban el 45,7 % de la riqueza agraria. Había siete destacados poseedores de la localidad, pero también 3 grandes absentistas. El número de propietarios medios pasó de los 44 de principios de siglo, que poseían el 24,5% del líquido imponible, a los 6 de 1931. A principios de siglo, 598 pequeños propietarios acaparaban el 29,7 % de la riqueza. En 1931 sólo había registrados 329, si bien en el anterior registro se hacía referencia a más tipos de bienes.
En la II República, época conflictiva en este pueblo, la agricultura fue un tema destacado por la importancia que tenía para los montehermoseños. Como la economía seguía atrasada y los precios estaban muy altos, en 1931 segadores enfurecidos intentaron tirar por el balcón del ayuntamiento al alcalde y al secretario. También surgieron ese año problemas con la Ley de Términos. Además, la crisis agraria de 1932 afectó al pueblo al subir los precios tras obtenerse la "cosecha del siglo". En febrero de 1932, se creó Asociación Pro-Riegos de Cáceres, con el objetivo de poner en riego 9.000 hectáreas en la provincia, algunas de ellas en el término municipal de Montehermoso. Sin embargo, la reforma agraria de 1934 no afectó a este término.
En el sector secundario, una ligera y tradicional actividad artesanal daba empleo a un pequeño contingente de montehermoseños, que dependían de los encargos que les hicieran los demás. El sector servicios era mínimo y se limitaba a los médicos, los maestros, los boticarios, los veterinarios y algún empleado municipal. No había practicantes, ya que las muelas las extraían particulares sin titulación. El comercio, limitado a los artículos de primera necesidad, era minorista. No había panaderías, ya que cada persona elaboraba sus panes en casa, pero sí había hornos para cocer el pan. En 1901 se celebró por primera vez en el pueblo una feria de ganado en honor a san Juan. Esta feria fue una idea del alcalde Miguel Antonio Garrido, cuya mujer estaba embarazada. El alcalde prometió que haría una feria si su hijo nacía varón, hecho que ocurrió y que dio lugar a la feria. Con el tiempo, la feria de ganado fue sustituida por una feria de atracciones, que todavía se celebra anualmente.
La economía municipal se vio muy afectada por las desamortizaciones del siglo XIX y las inversiones en el ferrocarril Plasencia-Astorga. A pesar de la crisis económica, los habitantes del pueblo mantenían una mentalidad conservadora y anclada en el pasado, siendo sumisos a los caciques y los terratenientes. La iglesia, aunque sólo quedaba un cura en la parroquia, seguía ejerciendo una gran influencia, hasta tal punto que los habitantes de la localidad acosaban a las parejas de novios que se atrevían a vivir juntos sin casarse, lo cual se conocía como campanilladas, y las fiestas estaban condicionadas por las celebraciones religiosas, no habiendo bailes en el pueblo en toda la Cuaresma. No es extraño que, con el poder económico de la iglesia, algunos ladrones aprovecharan para robar allí, como ocurrió en 1904, cuando se produjo un robo en la iglesia de Montehermoso mediante el procedimiento de barrenar las puertas para abrir las cerraduras. Los objetos robados en la iglesia de este pueblo tenían un valor de 3000 pesetas, una cantidad importante de dinero en aquella época. Los caciques influían fácilmente en los montehermoseños, ya que la mayoría de la población era inculta, siendo Montehermoso uno de los municipios con menor porcentaje de vecinos con estudios medios y superiores. Además, el pueblo estuvo sometido a un aislamiento por la falta de puentes y carreteras y el mantenimiento de una tradicional endogamia, al cobrar el piso los quintos de la localidad a los forasteros para dificultar que estos últimos pudiesen hacerse novios de las montehermoseñas.
Entre los principales hechos políticos de la época, en diciembre de 1913 fueron suspendidos arbitrariamente el alcalde y varios concejales, lo que provocó manifestaciones en protesta en el pueblo. Por otra parte, en las elecciones municipales que dieron lugar a la Segunda República Española en 1931, ningún partido político fue capaz de encontrar los 11 candidatos necesarios para formar una lista electoral completa. Para solucionarlo, en Montehermoso se adelantaron las elecciones, formándose unas elecciones primarias en las cuales los vecinos del pueblo votaron para elegir una lista única de 11 candidatos, bajo el nombre de Monárquicos Independientes, que sería proclamada automáticamente ganadora por unanimidad.
A pesar de todo esto, en el pueblo hubo ciertos avances, como la presencia de luz eléctrica en la localidad en el primer cuarto de siglo. La primera fábrica de luz, la San Antonio era de origen térmico. Se situaba en el barrio del Castillo y era propiedad de Manuel González y Bartolomé Gutiérrez. Surtía de energía a un sector del municipio, así como a Guijo de Coria, Valdeobispo y Guijo de Galisteo. El 24 de diciembre de 1917 se instaló una segunda, la Santa Inés, para todo el pueblo, en un motor de gran potencia instalado en una fábrica de harina de la zona del Ejido por el maestro Pedro de Cassio. Entre 1929 y 1930, al ser caro el uso de este motor, se instaló en la Aceña del Barquillo una turbina para producir energía eléctrica y abastecer de energía a Montehermoso y Valdeobispo. Tras la Guerra Civil abren una cuarta, la de Santa María, cerca de la de Pedro de Cassio. Se cortaba la luz a las diez de la noche, y se volvía a conectar al amanecer con frecuentes apagones y descenso de la intensidad. Otra obra pública destacable fue, sobre los años 1920, la construcción del barrio de las Cábilas, que surgió al repartir o vender a bajo precio solares entre los necesitados. Además, en 1935 se aprobó la construcción de la carretera que hoy lleva a Coria por Morcillo, pero la guerra civil española paralizó su construcción.
Segunda mitad de siglo

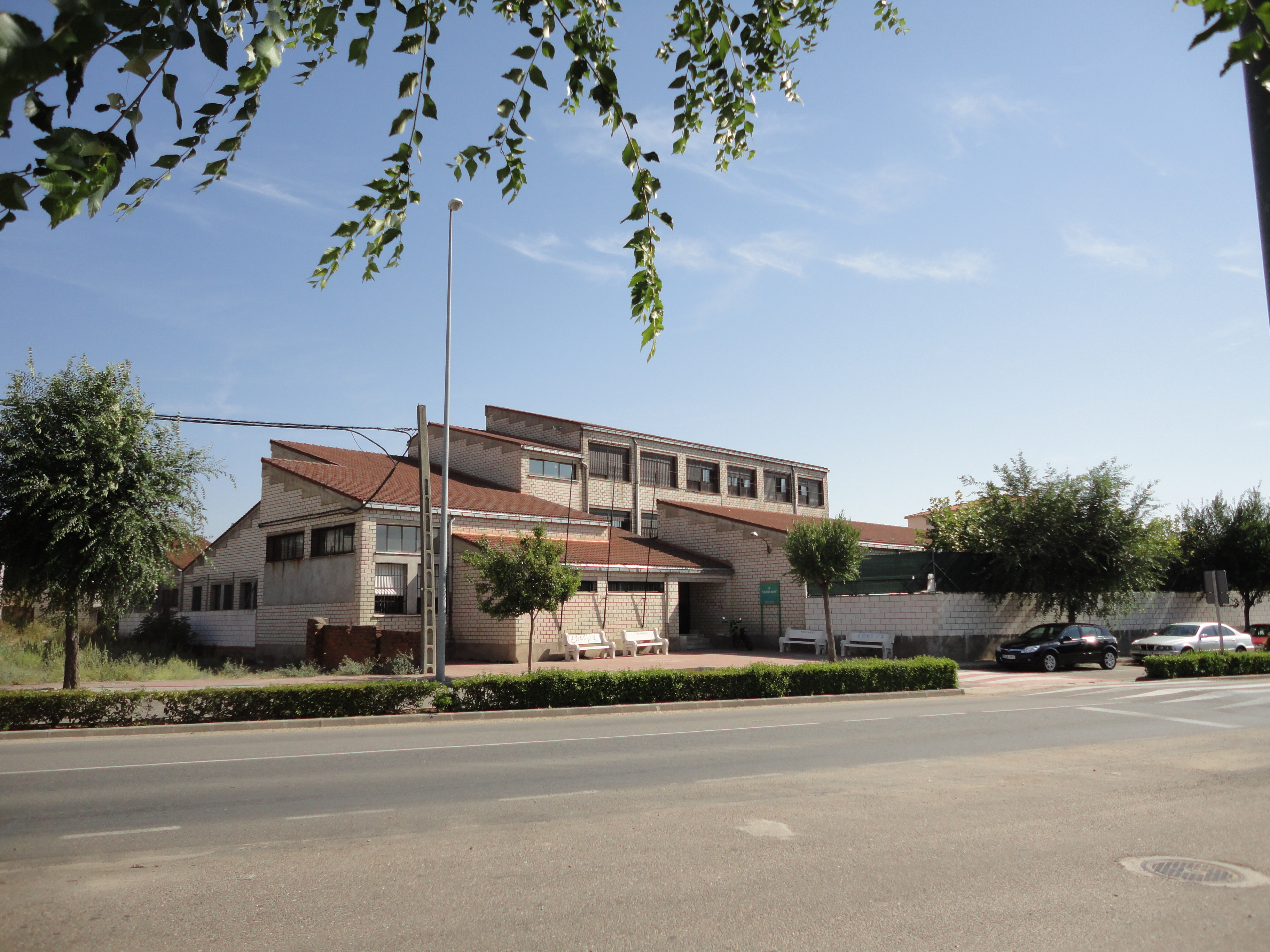
Edificio Retamar del colegio, construido en 1971

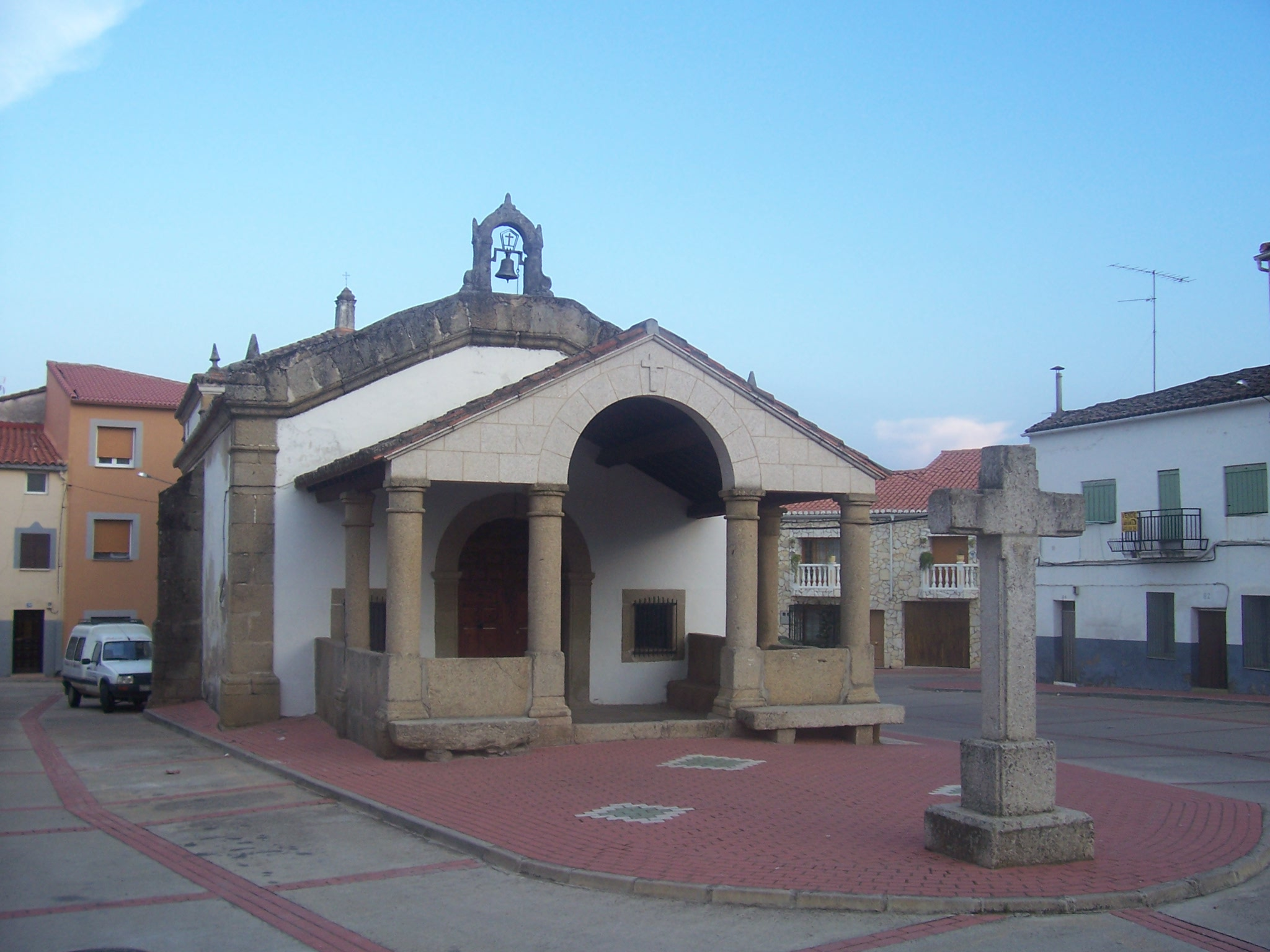
La ermita del Cristo fue, en 1995, la primera ermita del pueblo en ser restaurada. Más tarde se restauraron las ermitas de san Antonio, san Sebastián y san Bartolomé, siendo estas dos últimas restauradas ya en el

En la segunda mitad de siglo XX se produjo la modernización de Montehermoso. Para acabar con el atraso económico, social y cultural que sufría la localidad, se llevaron a cabo gran cantidad de obras públicas entre los años 1950 y los años 1980.
Para acabar con la dependencia hidrológica de los pozos, se construyó la presa para el abastecimiento de agua, con una red de 21 km para distribuirla por el pueblo. Además, se estableció el sistema de agua por alcantarillado de saneamiento y tuberías, y se hizo una estación depuradora de aguas residuales. Todo esto permitió que la gente pudiera dejar de tirar el agua sucia a las calles, la mayoría de las cuales quedaron encementadas. Además, se montó un servicio de recogida de basuras.
Para terminar con el aislamiento del pueblo, se construyó una carretera que, pasando por él, uniría Plasencia y La Alberca, la hoy conocida como EX-370. También se construyó la carretera a Coria por Morcillo tal y como se había aprobado en 1935. Ambas carreteras se situaban fuera del pueblo, pero para acceder a ellas desde la carretera de Aceituna había que atravesar la localidad, algo difícil para la mayoría de los camiones. Para solucionarlo, se hizo un desvío al oeste del pueblo, que hoy se conoce como Carretera de San Cristóbal.
También fueron construidos en esta época la casa de la cultura, el hogar del pensionista, los edificios Retamar y Ejido del Prado del colegio, el parque municipal y el polideportivo municipal. Además, la casa consistorial fue reformada. También se construyó en el pueblo una red de alumbrado con lámparas de mercurio, y Montehermoso fue uno de los primeros pueblos de la provincia en inaugurar el teléfono automático. En 1984 se fundó Radio Montehermoso.
Al finalizar el siglo XX, en los años 1990, Montehermoso se había convertido en el pueblo de referencia dentro de su zona, desarrollándose en él un importante sector servicios que atraía diariamente a mucha gente de los pueblos vecinos. Aprovechando la prosperidad, se construyó al oeste del pueblo un polígono industrial. Otras obras públicas de esta década fueron la construcción de la ermita de San Cristóbal y el pabellón municipal del colegio y la restauración de las ermitas del Cristo y de San Antonio.
Sobre el año 2000, en el pueblo había 444 empresas, cuya distribución por ramas se inclinaba claramente hacia el sector servicios. De las 444 empresas, 148 eran de comercio minorista, 57 de construcción, 54 de hostelería y restaurantes y 52 de transporte y comunicaciones. El nivel económico de los montehermoseños era medio, con una renta familiar por habitante de entre 900 000 y 1 000 000 de pesetas anuales. Había 1 teléfono por cada 4,95 personas y 1 coche por cada 3,25. De los 2045 trabajadores activos, de los cuales había 1488 ocupados, había 896 trabajadores no especializados, 265 propietarios agrícolas, 138 trabajadores especializados en la construcción y 105 dependientes de comercio y vendedores. El 65,3 % de la superficie agraria local eran pastizales permanentes, mientras que las tierras labradas eran el 24,3 %. El 73,9 % de los cultivos eran herbáceos, mientras que los olivares eran el 20,5 %. El 78,6 % de las tierras eran directamente explotadas por los propietarios.

### SigloXXI

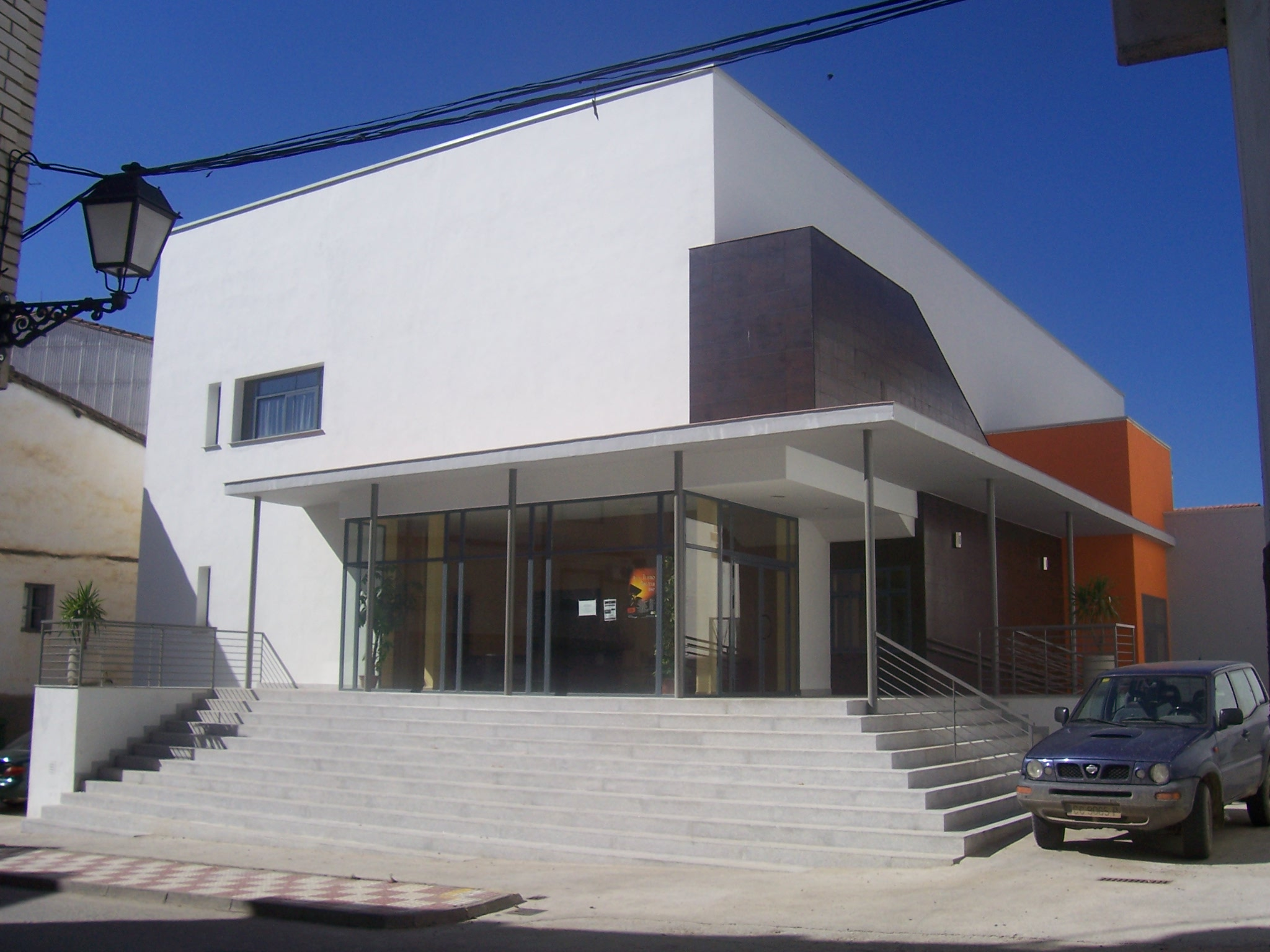
Auditorio de Montehermoso, edificio de principios de

Durante los años 2000 fueron inaugurados la plaza de toros, la estación de autobuses y el auditorio. Además, se restauraron las ermitas de San Sebastián y San Bartolomé. En estos años se ha comenzado a organizar anualmente el Mercado Rural Artesano y la representación de la Pasión de Cristo, mientras que la fiesta de San Blas ha sido declarada de interés turístico. También en esta década se comenzó a construir el parque temático de Extremadura.
Un acontecimiento destacable de principios de este siglo ha sido la organización de la Feria Rayana de 2005 en la localidad. En 2009 el Club Polideportivo Montehermoso ascendió a tercera división por primera vez en su historia, descendiendo a regional preferente el año siguiente.

## Demografía
Montehermoso cuenta con una población de 5586 habitantes (INE 2024).
| Gráfica de evolución demográfica de Montehermoso entre 1842 y 2021                                                  |
| |
| Población de derecho según los censos de población del INE Población de hecho según los censos de población del INE |

| 1530 | 1591 | 1754 | 1827 | 1845 | 1857 | 1860 | 1877 | 1887 | 1897 | 1900 | 1910 | 1920 | 1930 | 1940 |      |      |
| 656  | 1328 | 2200 | 3757 | 3726 | 2895 | 2832 | 2686 | 2919 | 2848 | 2979 | 3493 | 3501 | 3730 | 4390 |      |      |
| 1950 | 1960 | 1970 | 1981 | 1991 | 1996 | 1999 | 2000 | 2001 | 2002 | 2003 | 2004 | 2005 | 2006 | 2007 | 2009 | 2012 |
| 4994 | 6006 | 6412 | 5408 | 5247 | 5368 | 5211 | 5356 | 5545 | 5493 | 5616 | 5654 | 5623 | 5668 | 5710 | 5799 | 5884 |

Como puede verse en la tabla, la población se incrementó notablemente entre los años 1930 y los años 1970. Esto se debió al plan de regadíos del enorme vaso de Gabriel y Galán. El pueblo creció ininterrumpidamente entre 1900 y 1970, cuando comenzó una tendencia bajista que duró hasta 1986. Desde entonces se produjo un incremento lento de la población, favorecido por la buena situación económica de la zona. Una causa importante de este aumento de población es el empadronamiento en el municipio de personas procedentes de otras localidades, produciéndose entre 30 y 35 empadronamientos al año.
En el año 2008 se produjeron 60 nacimientos con residencia materna en el pueblo, mientras que fallecieron 43 personas. 27 matrimonios fijaron su residencia en la localidad.
A fecha de 2009 vivían un total de 105 extranjeros en Montehermoso, de los cuales 17 eran europeos, 78 africanos y 10 americanas. Los 17 europeos, 12 varones y 5 mujeres, eran de países de la Unión Europea, viviendo en el pueblo aquel año 9 rumanos y 5 portugueses. 77 de los 78 africanos, de los cuales había 41 varones y 37 mujeres, residentes aquel año en el pueblo eran marroquíes. Entre las 10 americanas había 3 dominicanas, 2 brasileñas, 2 colombianas y 2 uruguayas, mientras que no vivía en el pueblo ningún varón con nacionalidad de algún país americano.

## Administración y política

### Gobierno municipal

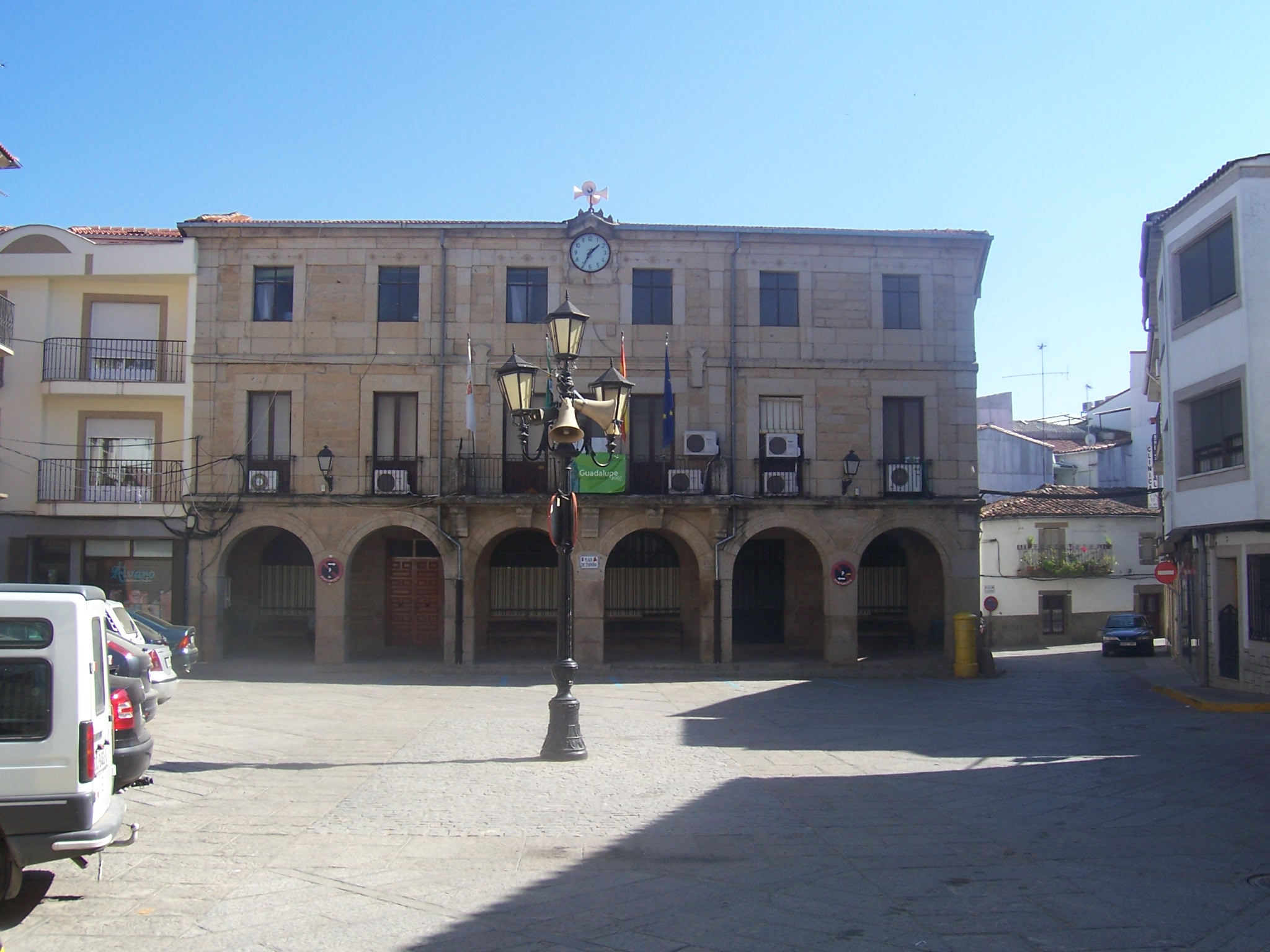
Casa consistorial de Montehermoso, en la plaza de España

El Ayuntamiento de Montehermoso tiene su casa consistorial en la plaza de España. El edificio terminó de construirse en 1897, aunque fue reformado en su interior en 1974.
En la legislatura iniciada tras las elecciones de 2023, gobierna en el municipio Unidas Podemos en coalición con Vox. La alcaldesa del municipio es Rosa Isabel Garrido y en el gobierno local existen las siguientes concejalías:
- Concejalía de Agricultura, Desarrollo Rural y Festejos;
- Concejalía de Economía, Hacienda y Recursos Humanos;
- Concejalía de Educación, Cultura, Juventud y Turismo;
- Concejalía de Igualdad, Participación Ciudadana, Dependencia, Bienestar Social y Festejos;
- Concejalía de Interior, Seguridad Ciudadana, Limpieza, Parques y Jardines y Deporte;
- Concejalía de Urbanismo, Desarrollo Rural, Industria y Medio Ambiente.

En la siguiente tabla se muestran los votos, con el número de concejales entre paréntesis, desde las primeras elecciones municipales democráticas:
| Año  | Año | Populares               | Socialistas    | Izquierda                      | Centro            | Regionalistas                  | Otros                                  |
| ---- | --- | ----------------------- | -------------- | ------------------------------ | ----------------- | ------------------------------ | -------------------------------------- |
| 1979 |     | No se presentaron       | PSOE: 380 (1)  | PCE: 228 (1)                   | UCD: 558 (2)      | No se presentaron              | AE: 1883 (9)                           |
| 1983 |     | AP-PDP-UL: 863 (4)      | PSOE: 1273 (6) | PCE: 148 (0)                   | No se presentaron | EU: 433 (2)                    | GIM: 358 (1)                           |
| 1987 |     | PL: 937 (5) AP: 558 (3) | PSOE: 488 (2)  | IU: 369 (1) PTE-UC: 97 (0)     | CDS: 73 (0)       | No se presentaron              | GIM: 282 (1) MIA: 206 (1) APAM: 93 (0) |
| 1991 |     | PP: 789 (3)             | PSOE: 811 (3)  | IU: 843 (4)                    | CDS: 427 (2)      | No se presentaron              | ALM: 270 (1)                           |
| 1995 |     | PP: 689 (3)             | PSOE: 680 (3)  | IU-LV-CE: 733 (4)              | No se presentaron | EU-CREX-PREX: 246 (1)          | GIM: 511 (2) LVEX: 150 (0)             |
| 1999 |     | PP: 605 (2)             | PSOE: 785 (3)  | IU-CE: 1190 (5)                | No se presentaron | PREX-CREX: 444 (2) EU: 233 (1) | No hubo más candidaturas               |
| 2003 |     | PP: 732 (3)             | PSOE: 1589 (6) | IU-SIEX: 761 (3)               | No se presentaron | PREX-CREX: 297 (1) EU: 157 (0) | No hubo más candidaturas               |
| 2007 |     | PP-EU: 770 (3)          | PSOE: 2231 (8) | IU-SIEX: 627 (2)               | No se presentaron | UPEX: 136 (0)                  | No hubo más candidaturas               |
| 2011 |     | PP-EU: 1321 (5)         | PSOE: 1540 (5) | IU-V-SIEX: 871 (3)             | No se presentaron | EU en coalición con el PP      | No hubo más candidaturas               |
| 2015 |     | PP: 929 (4)             | PSOE: 1533 (6) | G-IU-LV: 927 (3)               | No se presentaron | No se presentaron              | No hubo más candidaturas               |
| 2019 |     | PP: 709 (3)             | PSOE: 1454 (6) | IU-Podemos: 876 (3)            | CS: 58 (0)        | No se presentaron              | VOX: 222 (1)                           |
| 2023 |     | PP: 625 (2)             | PSOE: 994 (4)  | IU-Podemos-AV-Unidas: 1127 (5) | No se presentaron | No se presentaron              | VOX: 506 (2)                           |

| Periodo   | Nombre                 | Partido  |
| --------- | ---------------------- | -------- |
| 1979-1983 | Miguel Garrido         | AE       |
| 1983-1987 | Ángel Hermoso González | PSOE     |
| 1987-1991 | Vicente Juan Villar    | PL       |
| 1991-1995 | Aureliano Martín       | IU       |
| 1995-1999 | Aureliano Martín       | IU-LV-CE |
| 1999-2003 | Aureliano Martín       | IU-CE    |
| 2003-2007 | Carlos Javier Labrador | PSOE     |
| 2007-2011 | Carlos Javier Labrador | PSOE     |
| 2011-2015 | Carlos Javier Labrador | PSOE     |
| 2015-2019 | María del Mar Mateos   | PSOE     |
| 2019-2023 | María del Mar Mateos   | PSOE     |
| 2023-act. | Rosa Isabel Garrido    | UP       |

### Asociaciones de municipios
Mancomunidad
Montehermoso forma parte de la Mancomunidad Integral Valle del Alagón, una mancomunidad que tiene competencias en una gran cantidad de materias como, por ejemplo, abastecimiento de agua potable, conservación del patrimonio, gestión de instalaciones culturales y deportivas, protección civil o recogida de residuos sólidos urbanos. La mancomunidad está inscrita en el Registro de Entidades Locales desde 1986 y tiene su sede en Pozuelo de Zarzón. Cuenta con 14 municipios asociados.
Montehermoso no pertenece a ninguna comarca administrativa. Sin embargo, los municipios de su mancomunidad forman parte, junto con los de la Mancomunidad de la Rivera de Fresnedosa, de la asociación ADESVAL, que realiza algunas funciones comarcales. Esta asociación, con sede en Coria, está formada por los municipios y mancomunidades de la zona junto con otras entidades de la zona como empresas, asociaciones y cooperativas. ADESVAL se encarga de gestionar las subvenciones europeas en esta zona de la provincia, a través del programa Leader.
Administración judicial
Pertenece al partido judicial de Plasencia desde que éste se constituyó como partido judicial contemporáneo en 1834. Dentro del partido, es capital de una secretaría de agrupación de juzgados de paz de la que forman parte seis municipios: Alagón del Río, Aldehuela de Jerte, Carcaboso, Galisteo, Montehermoso y Valdeobispo.

## Economía

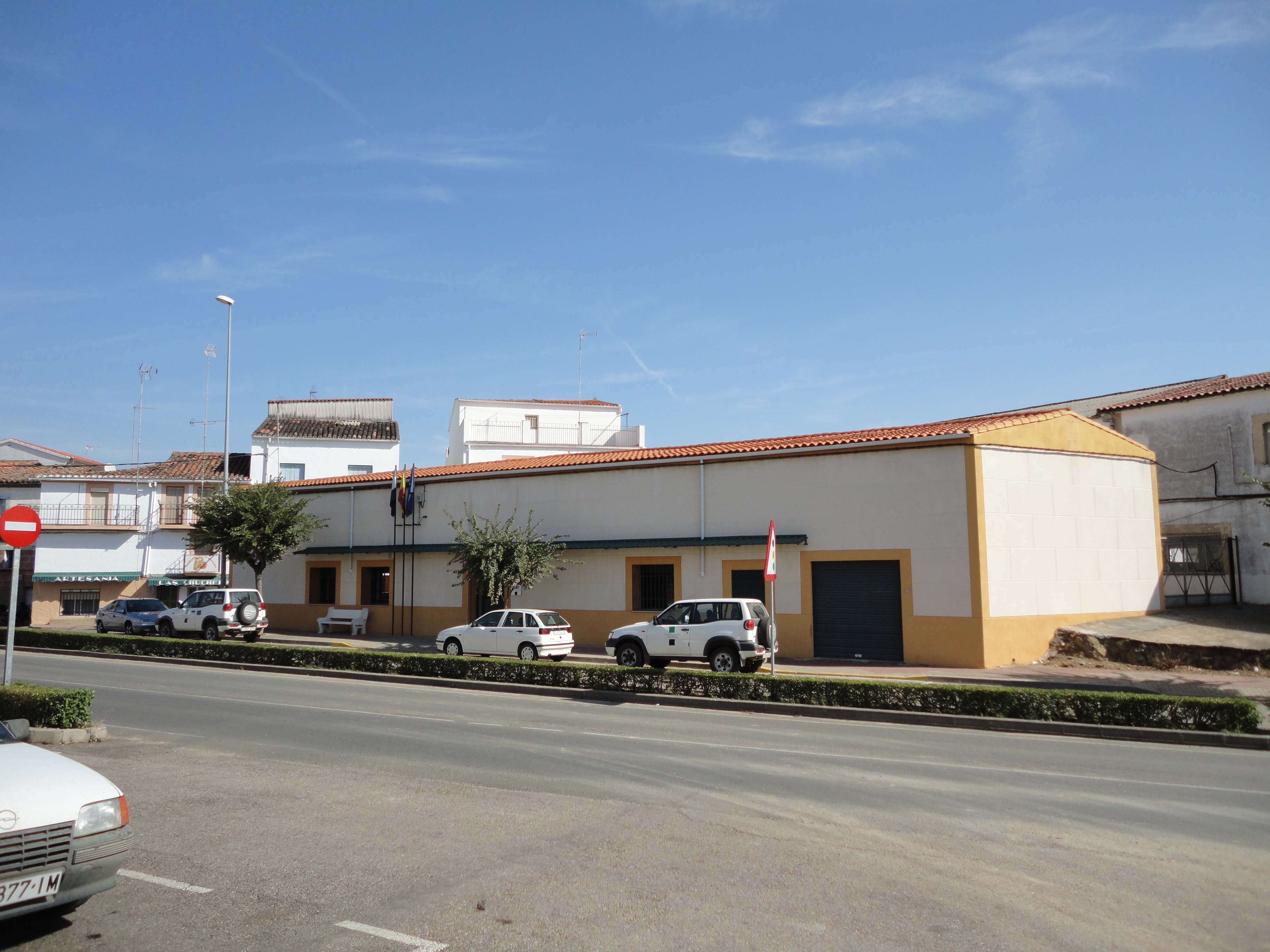
Edificio de Servicios Administrativos de la Junta de Extremadura. Inaugurado en 2005 junto a la EX-370, alberga la Oficina Comarcal Agraria.

El sector agrícola es el más relevante en Montehermoso. Destacan los cultivos de regadío, como el maíz, pimiento, tabaco y tomate. Entre los cultivos de secano, en el término hay olivares, aunque no suponen un sustento económico importante. En cuanto a la ganadería, en el municipio existen explotaciones extensivas de ganado ovino y vacuno y algunas granjas de aves.
En el sector secundario, destaca la cooperativa Acenorca, dedicada a procesar y envasar aceitunas de mesa. El pueblo cuenta además con un polígono industrial que, a principios de siglo XXI, tenía una capacidad para ochenta empresas. Los sectores de la construcción y la artesanía tienen una actividad importante en el municipio. En 2013, había en el municipio 48 empresas de industria y 61 de construcción.
Dentro tanto del sector primario como del secundario, el municipio se halla en la zona de producción y elaboración de cinco productos alimentarios con denominación de origen o indicación geográfica protegida: aceite Gata-Hurdes, Carne de Ávila, Cordero de Extremadura, Jamón de Huelva y Pimentón de la Vera.
En cuanto a la actividad comercial, la ciudad comercial más próxima es Plasencia, en cuya área comercial se encuentra Montehermoso. Pese a no ser cabecera de área comercial, en 2013 había una cantidad importante de comercios en el pueblo: 5 oficinas de entidades de depósito, 41 actividades de restauración y bares, 22 actividades comerciales mayoristas y 132 actividades comerciales minoristas.

## Servicios

### Abastecimiento
La gestión del agua potable fue adjudicada en 2008 a una UTE formada por Aquagest Extremadura y Caja de Extremadura. Dichas empresas se encargarán de gestionar el ciclo integral del agua en el pueblo hasta 2033.
En cuanto al abastecimiento de energía, por el pueblo pasa la línea de electricidad de 400 kV que une Plasencia con Ciudad Rodrigo. En el pueblo hay una subestación eléctrica que pasa esta electricidad a las líneas de menor tensión que van a Las Hurdes y a la sierra de Gata. En cuanto al abastecimiento de combustibles, el pueblo cuenta con dos estaciones de servicio, una de Repsol y otra de Cepsa.

### Educación

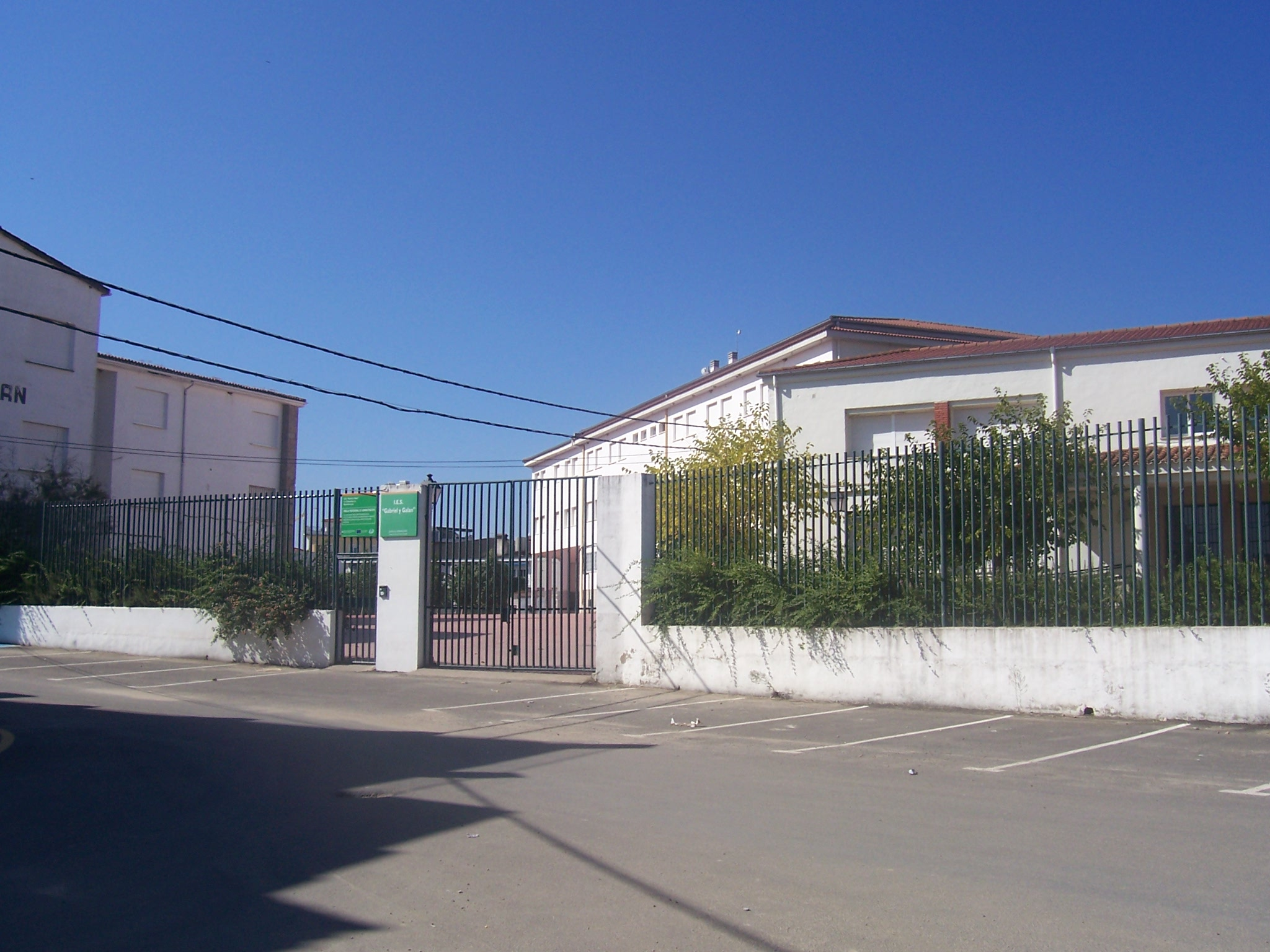
IES Gabriel y Galán

El pueblo cuenta por el momento con un solo colegio, el colegio público Sebastián Martín, en el que se dan clases para niños del pueblo desde preescolar hasta 6.º de primaria. El colegio está dividido en dos edificios separados al sureste del pueblo: el Ejido del Prado, construido en 1980, y el Retamar, construido en 1971. Sin embargo, en agosto de 2010 se ha anunciado la construcción de un segundo colegio que se situará entre el polideportivo municipal y la piscina olímpica, y que albergará a la tercera parte de los alumnos que actualmente asisten a clase en el CP Sebastián Martín. Esto supondrá que el edificio Retamar se deje de usar como colegio.
También se encuentra en la localidad el Instituto de Educación Secundaria Gabriel y Galán, con clases de ESO y Bachillerato y ciclos formativos de administrativo y jardinería. A este instituto asisten alumnos de Montehermoso, Aceituna, El Bronco, Guijo de Coria, Guijo de Galisteo, Hernán-Pérez, Morcillo, Pozuelo de Zarzón, Santa Cruz de Paniagua, Santibáñez el Bajo, Torrecilla de los Ángeles, Valrío, Villa del Campo y Villanueva de la Sierra. Está situado al oeste del pueblo, junto al parque, el centro de salud y la ermita de San Sebastián. En el edificio del instituto hay además una escuela de adultos. En 1976 se había creado en el pueblo un Centro Nacional de Formación Profesional de primer grado, y luego los ciclos formativos pasaron a incluirse en el instituto.

### Sanidad
Capital de zona de salud
El municipio de Montehermoso es la capital de su propia zona de salud, dentro del área de salud de Plasencia. La localidad cuenta con un centro de salud con punto de atención continuada en la carretera EX-370. Dentro de la zona de salud de Montehermoso hay otro punto de atención continuada en Villanueva de la Sierra, así como consultorios locales en Aceituna, El Bronco, Guijo de Galisteo, Hernán-Pérez, Pozuelo de Zarzón, Santa Cruz de Paniagua, Torrecilla de los Ángeles y Villa del Campo.
Centros públicos y privados
En cuanto a los centros de sanidad públicos, el municipio tenía en 2013 únicamente el citado centro de salud. En cuanto a los centros de sanidad privados, en el mismo año había en el pueblo un centro de fisioterapia, una clínica podológica, tres clínicas dentales, dos centros de reconocimiento y dos ópticas.
Sistema farmacéutico
En el pueblo hay dos farmacias, que coordinan sus turnos de guardia con las demás farmacias de la zona de salud y con las de Morcillo y El Batán.
Residencias
El pueblo cuenta con una residencia de ancianos pendiente de apertura, la Residencia Los Molinos. Se construyó en los primeros años del siglo XXI y cuenta con una capacidad de 72 plazas entre válidos y asistidos. En 2015 se iniciaron los trámites administrativos para ponerla en funcionamiento.

### Seguridad
En la carretera de Coria hay un puesto de la Guardia Civil. Además, el municipio cuenta con su propia policía local. Las competencias municipales sobre protección civil y prevención y extinción de incendios están transferidas a la mancomunidad del Alagón.

### Transporte

#### Carreteras

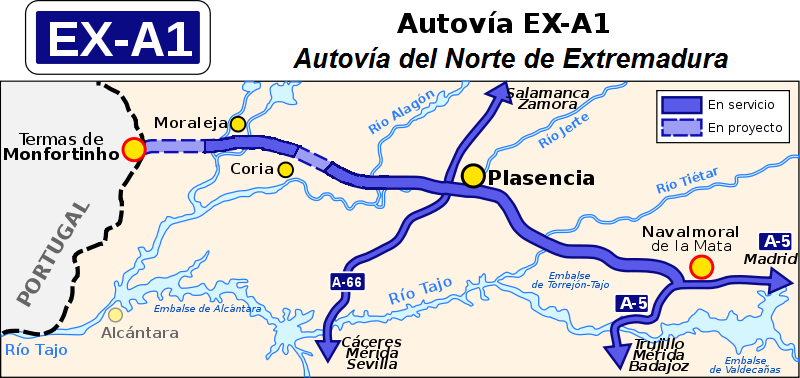
Plano de la EX-A1, autovía que pasa por el extremo meridional del término municipal de Montehermoso junto con su vía secundaria EX-108

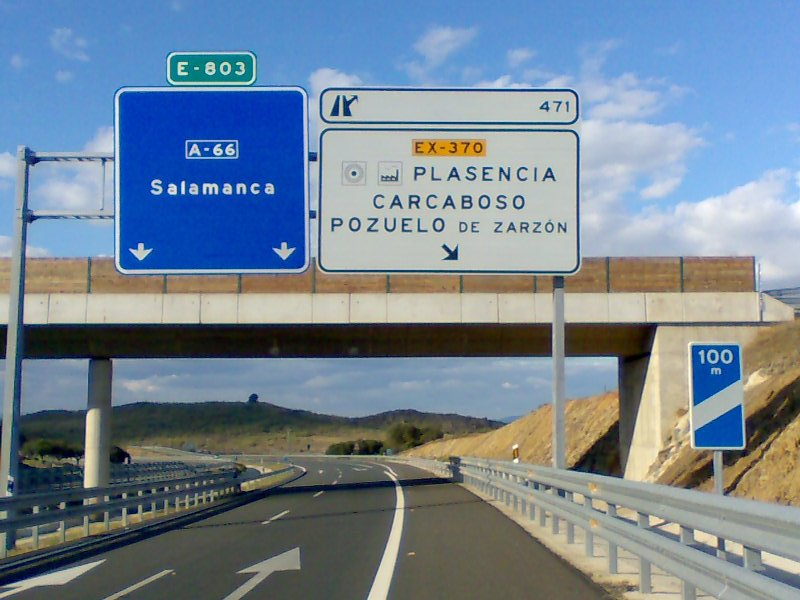
En la salida a la EX-370 de la Autovía de la Plata se indica que por dicha carretera se accede a Carcaboso y Pozuelo de Zarzón, pero los carteles omiten el nombre de Montehermoso, la localidad más grande por la que pasa la carretera

La carretera más importante es la EX-370, que une Montehermoso con Plasencia, situada 24 kilómetros al este del pueblo; Carcaboso, localizado 11 kilómetros al este; y Pozuelo de Zarzón, que se encuentra 9 kilómetros al oeste. Las demás carreteras que pasan por el pueblo son carreteras provinciales o de menor categoría. En la siguiente tabla se resumen todas ellas.
| Nombre                        | Lugar de entrada al pueblo                                       | Lugares a los que va |
| ----------------------------- | ---------------------------------------------------------------- | --- |
| EX-370 Carretera de Plasencia | Este de la localidad                                             | Lleva a Carcaboso y Plasencia, con salidas secundarias a Alagón del Río, Valdeobispo y Aldehuela del Jerte. |
| EX-370 Carretera de Pozuelo   | Oeste de la localidad                                            | Lleva a Pozuelo de Zarzón, con salidas secundarias a Guijo de Galisteo y Aceituna. |
| CC-13.6                       | Se bifurca en el pueblo: * Polideportivo * Ermita de san Antonio | Lleva a Aceituna y Santibáñez el Bajo. |
| CC-13.7 Carretera de Coria    | Sur de la localidad                                              | Lleva a Morcillo y a la EX-108, desde la cual se puede ir a Galisteo o a Coria. Hay carreteras secundarias a diversos lugares del municipio de Guijo de Galisteo como Valrío, El Batán y la ermita de los Antolines. |
| CC-114                        | Polígono industrial                                              | Lleva a Guijo de Galisteo y Guijo de Coria. |
| CHT                           | Este del término municipal                                       | Une la EX-370 con Alagón del Río pasando por la ermita de Valdefuentes. |

#### Transporte público

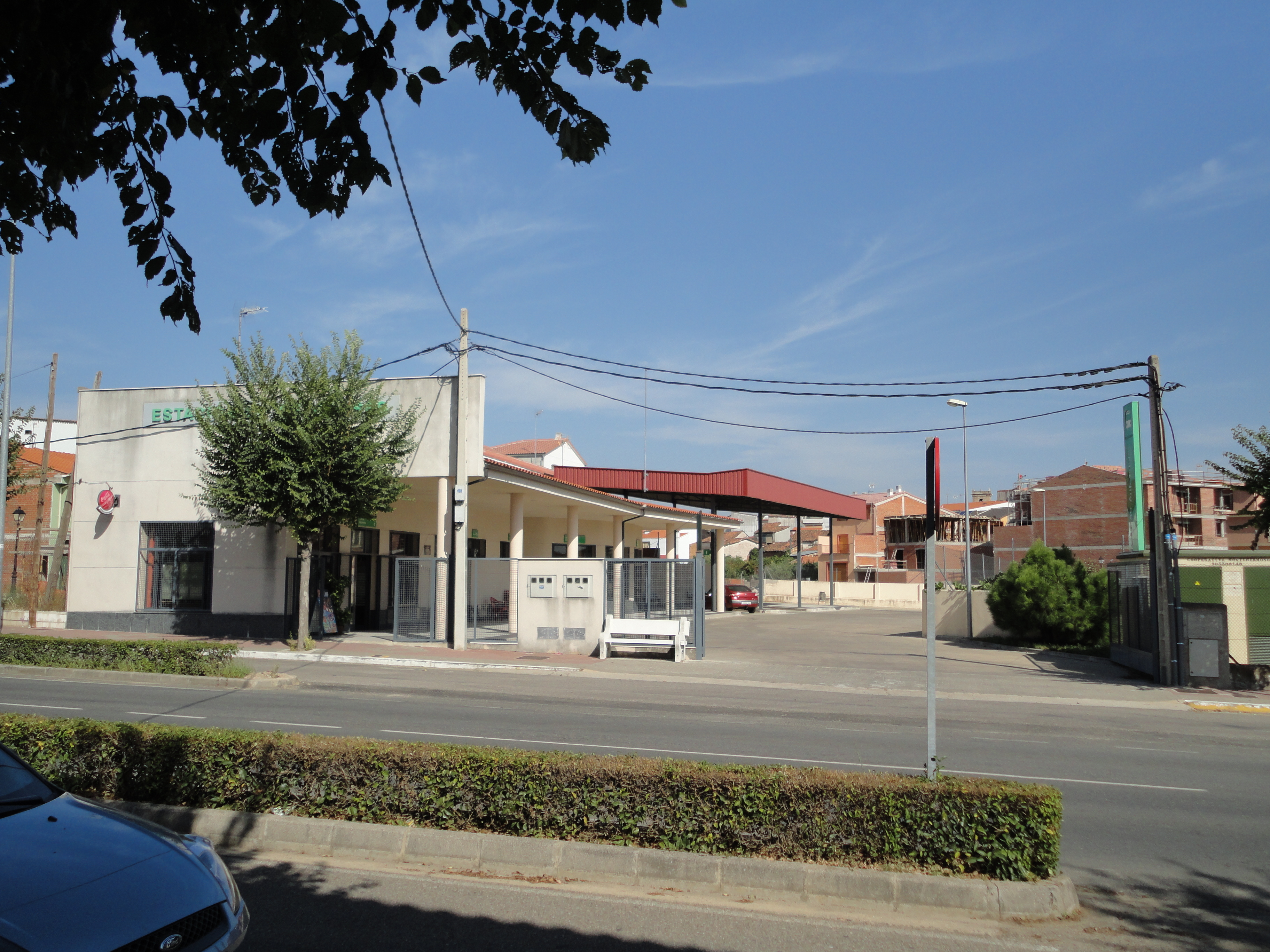
Estación de autobuses de Montehermoso en la EX-370

Montehermoso cuenta desde 2003 con una estación de autobuses situada en la EX-370, usada por los autobuses de línea regular hacia Plasencia, Coria y Las Hurdes.
Además, en el municipio hay desde 2006 un helipuerto de 40 metros cuadrados situado en la dehesa boyal, junto a la carretera de Aceituna. En 2008 se abrió un camino para unir el helipuerto con la carretera.

## Patrimonio

### Monumentos religiosos

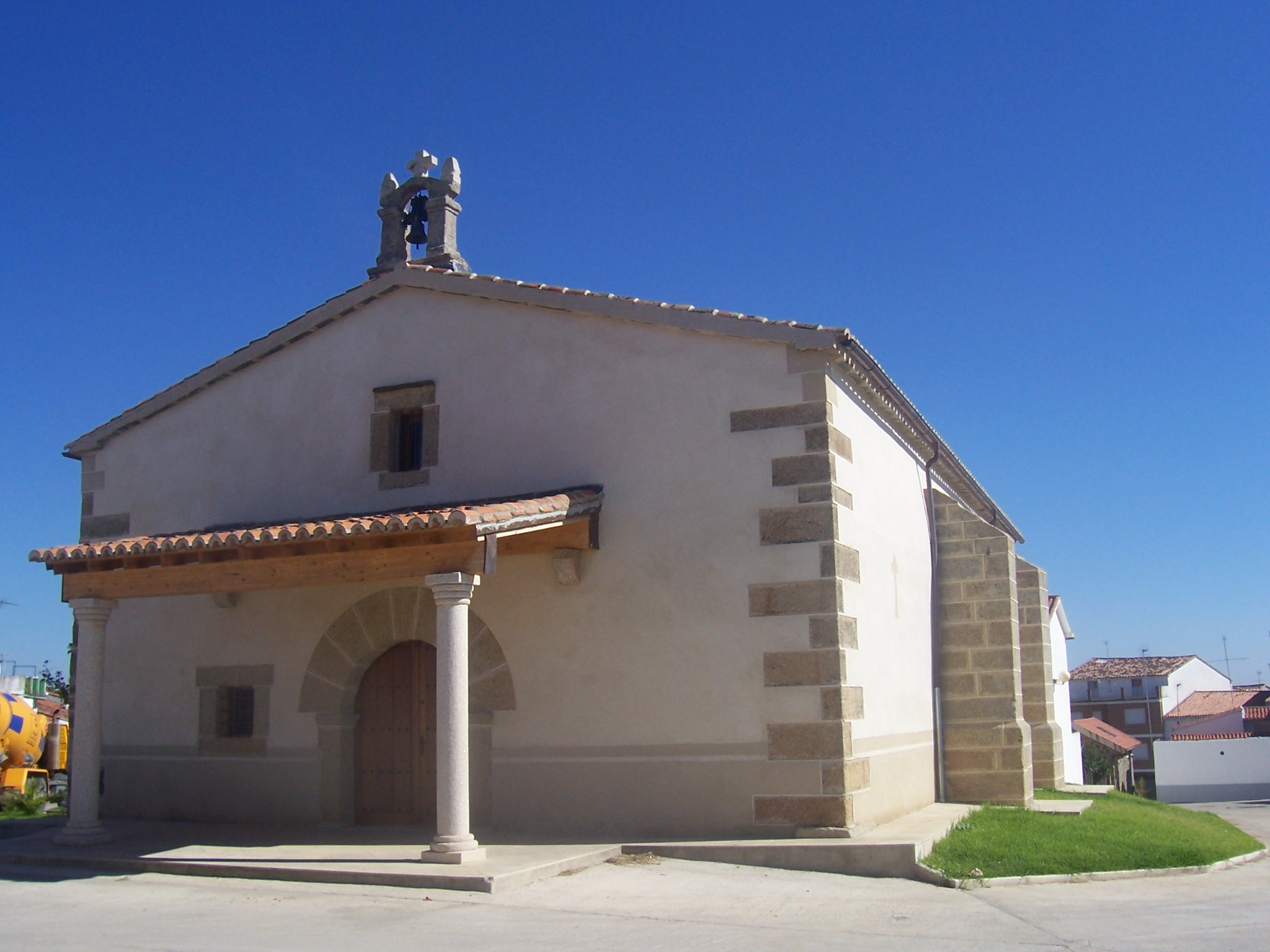
Ermita de san Bartolomé y san Blas

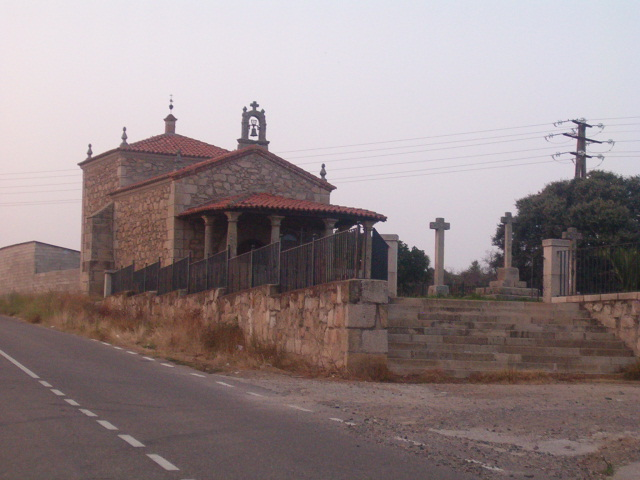
Ermita de san Antonio. En la parte derecha de la imagen se puede ver su calvario

Montehermoso tiene una iglesia y siete ermitas:
- Iglesia de Nuestra Señora de la Asunción
- Ermita de San Bartolomé y San Blas
- Ermita de San Sebastián
- Ermita de San Antonio
- Ermita del Cristo de los Remedios
- Ermita de San Cristóbal
- Ermita de Nuestra Señora de Valdefuentes
- Ermita de Santiago Apóstol

La iglesia fue construida en el siglo XVI y está situada en el centro del pueblo. Las ermitas fueron construidas en los siglos XVII-XVIII, excepto la de San Cristóbal, que es de finales del siglo XX. Las cinco primeras están en los alrededores o afueras del pueblo, las otras dos están en la carretera de Alagón.
La ermita de San Cristóbal se sitúa en la carretera de Aceituna. En el interior sólo hay un altar con la imagen de San Cristóbal, de estilo contemporáneo, pues no cabe casi nada más. La ermita se construyó a petición del párroco de la localidad, siendo inaugurada el 6 de mayo de 1990. Se utiliza en la fiesta de San Cristóbal, ya que en sus alrededores hay muchos aparcamientos. Las misas se celebran en el jardín que rodea a la ermita debido al pequeño tamaño de la misma.
La ermita de Santiago Apóstol se encuentra en La Atalaya y no pertenece a la parroquia.
Además de la iglesia y las ermitas, otros monumentos religiosos de Montehermoso son las distintas cruces de piedra que hay en el pueblo. Las ermitas del Cristo y de san Antonio cuentan con un calvario cada una. Además, en la parte delantera de la ermita del Cristo hay una cruz de piedra. El día 3 de mayo se celebraba antiguamente en Montehermoso la Cruz de Mayo, y los niños visitaban la cruz de María Hernández, en el Retamar, la cruz de la Graná, en el camino al lagar de La Puente, y la cruz del Medio, junto al actual centro de salud. De aquellas tres cruces, sólo se conserva la de la Graná. Otra cruz que se conserva en el pueblo es la Cruz de la Ansomá, en la entrada a Montehermoso por el camino a la ermita de Valdefuentes. En la entrada a Montehermoso por la carretera de Morcillo se encuentra la Cruz del Ruedo, cuya parte superior se rompió en 2007, siendo restaurada en 2010.

### Parques y jardines

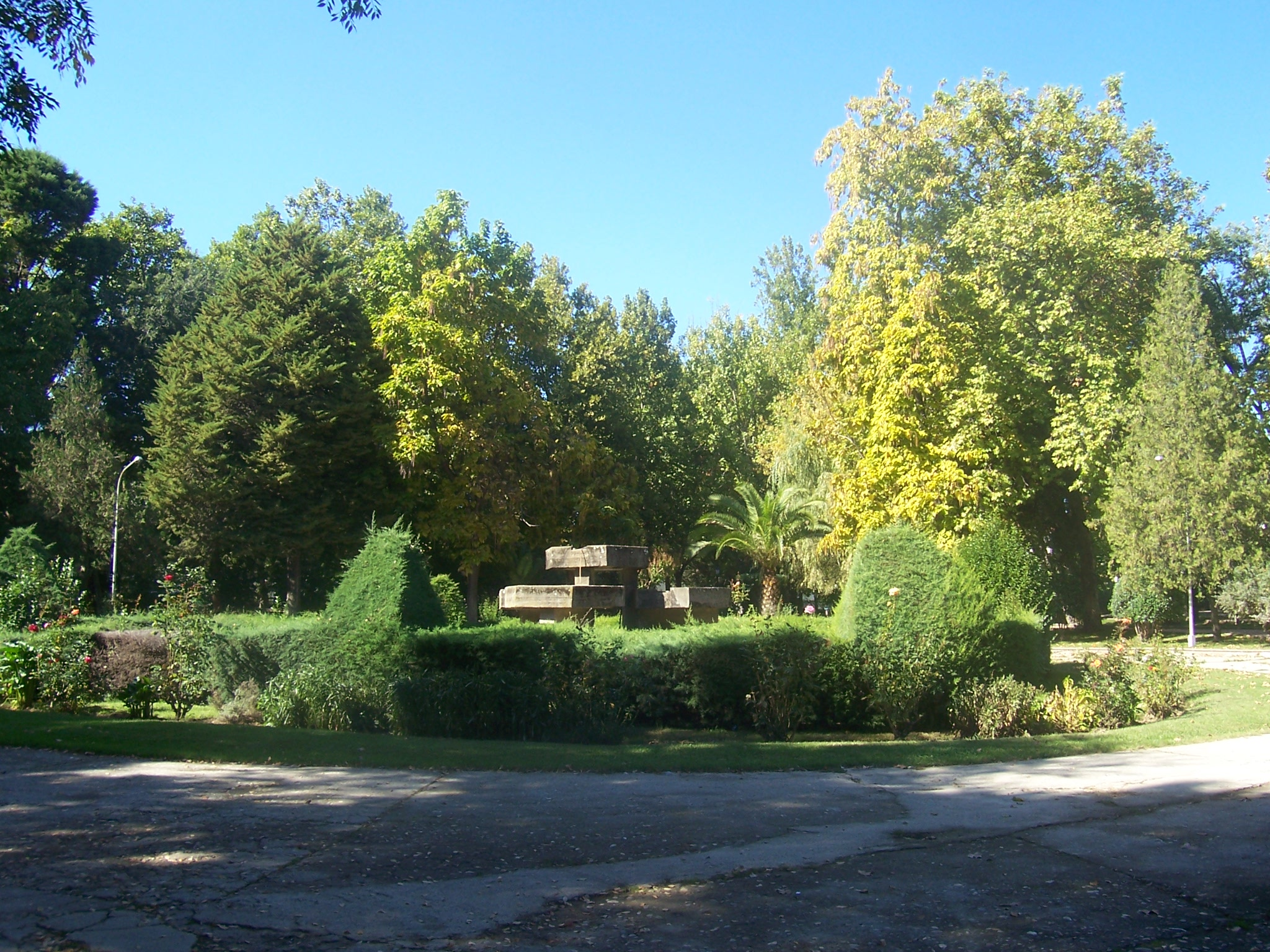
Interior del parque municipal. La fuente que se ve en la imagen fue sustituida por otra nueva en 2010

En la plaza de la Constitución se encuentra el parque municipal Felipe VI, uno de los parques más grandes de la zona, que en 1974 sustituyó a una laguna que había allí.
En el pueblo hay también algunos jardines. Uno de ellos se encuentra frente al parque municipal, en el centro de la plaza de la Constitución, y está dedicado a los donantes de sangre. El otro está en el barrio del Albadil. El ayuntamiento tiene previsto acondicionar en 2009 dos nuevos parques municipales en el pueblo. Uno de ellos se ubicará en el barrio de Las Viñas y otro en el de La Central.

### Arquitectura agrícola
En el término municipal de Montehermoso ha habido gran cantidad de edificios destinados a transformar la producción agrícola, como aceñas, molinos y lagares. Algunos de estos edificios se conservan en el término municipal.
Aceñas
A lo largo del río Alagón, que separa el término de Montehermoso de los de Valdeobispo y Galisteo, había varias aceñas, algunas de las cuales aún se conservan. La mayoría de las aceñas, que servían para moler el trigo, los cereales y el pimiento, eran accionadas por la fuerza del agua que caía sobre una gran rueda de madera colocada en posición vertical. De norte a sur, las aceñas eran las siguientes:
- Aceña Nueva, ubicada por debajo de la desembocadura del arroyo de La Nava. Estaba dividida en quiñones entre varios propietarios.
- Aceña Vieja, estaba ubicada aproximadamente a un kilómetro por encima de la desembocadura del arroyo de La Nava.
- Aceña del Canal, todavía existente, se sitúa en la margen izquierda del río Alagón, es decir, en el término municipal de Valdeobispo, pero sus propietarios eran montehermoseños.
- Aceña Herrero (en extremeño, Aceña Jerreru), situada en el término de Montehermoso, estaba construida en forma de bóveda, con piedras de granito y no tenía tejas en el tejado, por estar próxima al agua, que la cubría con frecuencia cuando el río crecía.
- Aceña del Barquillo, en el término de Valdeobispo, fue comprada en 1926 por un montehermoseño que la reformó cambiando el sistema de moler tradicional por uno mecanizado, tras lo cual se usó para producir energía eléctrica para los dos pueblos.

Molinos
Entre los principales molinos del municipio destacan:
- Molino de los Borregajos, en el río Alagón, más abajo de la Aceña del Barquillo.
- Molino de los Colores y molino de los Batanes, también en el río Alagón, eran propiedad de una familia acomodada que solía arrendarlos. Han quedado inundados por el embalse de Valdeobispo.
- Molinos de las Estacas: eran tres molinos que compartían una misma bóveda. También los inundó el embalse de Valdeobispo.
- Molinos del Hormigón, de las Retuertas, de la Juana, del Chorizo y de Morán, en el arroyo de Aceituna.
- Molinos de Caitano y de la Javalina, en la rivera del Bronco.
- Molino de Respinga, sobre el arroyo del Pez en la dehesa boyal. En sus ruinas se conserva una inscripción de 1850.
- Molino del Herrado (en extremeño, Jerrau), sobre el mismo arroyo y también en la dehesa boyal. En sus ruinas hay una inscripción de 1860.

Lagares
En Montehermoso había varios lagares que servían para producir aceite. Aunque hay gran cantidad de olivos en el término municipal de Montehermoso, a los lagares también iban propietarios de olivares de Aceituna, Guijo de Galisteo y Valdeobispo. Algunos de los lagares de Montehermoso eran:
- Cuatro calles, ubicado en el cruce de las calles Colón y Valdegamas.
- Lagar de Marín, ubicado en la calle Hernán Cortés.
- Lagar de Parra, ubicado en la calle de Tetuán.
- Lagar de las Chorreras, cuyas ruinas aún se conservan en la carretera de Aceituna, sobre el arroyo del Pez, bajo el embalse donde se acumulan las aguas de dicho arroyo.
- Lagar de la Puente, cuyas ruinas se conservan junto al puente sobre el arroyo de Aceituna que hay en el camino a Santibáñez el Bajo.
- Lagares de Caozo, de Las Pasaderas, y de Almea, también en el arroyo de Aceituna.

### Monumentos hídricos

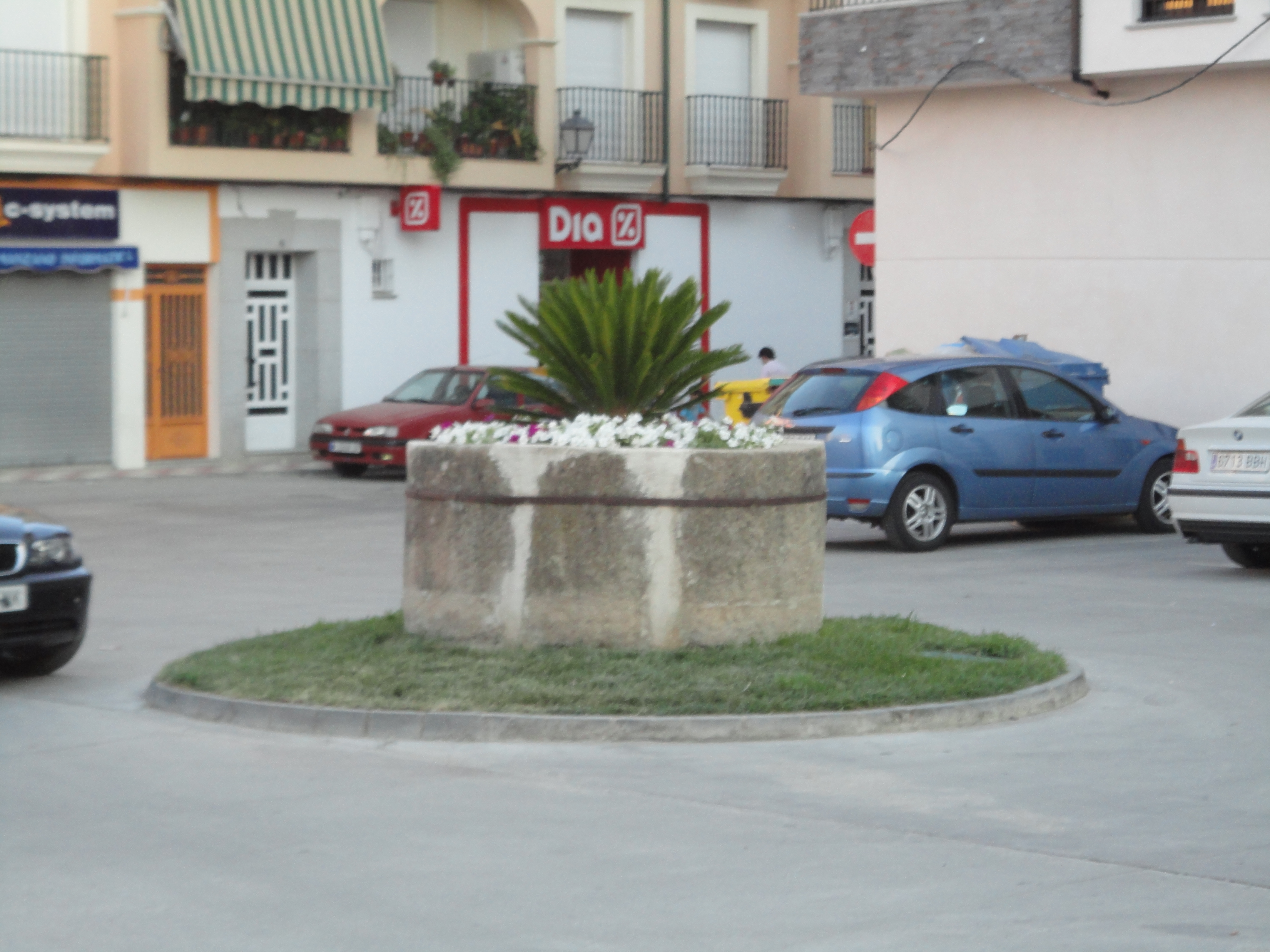
Brocal del Pozo Encima colocado en el centro de la plaza donde se encontraba

Hasta que se estableció el sistema de agua por saneamiento y tuberías en los años 1970, los habitantes de Montehermoso extraían el agua para beber de pozos y fuentes de agua potable, algunos de los cuales aún se conservan en las calles, aunque la mayoría de ellos están en desuso. Destacan los siguientes:
- Fuente Corte, en las afueras, en la calle del mismo nombre. El pozo tiene un agujero por el que sale un arroyuelo cuando el agua llega al nivel del suelo, a modo de fuente.
- Fuente el Ronco, en la cañada de los Rebollares, fuera del pueblo. Es un pozo romano.
- Pozo Encima, en la plaza Cassio y Sanz, cerca del parque. En 2008, tras unas obras en el barrio, el pozo se tapó y su brocal fue trasladado al centro de la plaza, donde se usa como jardín.
- Fuente Los Burros, en la calle Eras. Actualmente forma parte de la fuente del parque.
- Pozo Mirón, antiguamente a las afueras del pueblo, hoy se encuentra en un patio dentro del centro de salud que se construyó donde se encuentra el pozo. Debe su nombre a los mirones que veían las obras para hacer el pozo.

Aparte de estas fuentes, había otras muchas de agua no potable, que se usaban para el abastecimiento, la limpieza del hogar y como abrevadero. Algunas de ellas eran:
- Pozo Morón, en el jardín que ocupa el centro de la plaza Morón.
- Pozo Fernando, en la calle que une la plaza de la Constitución y el auditorio.
- Pozo Capricho, de 1945, en el camino que une el pueblo con la fuente el Ronco.

En el término municipal, hay otros pozos y fuentes. Por ejemplo:
- Pozo Marina, junto a la laguna homónima.
- Pozo Jerrao, junto a la laguna homónima.
- Fuente del Bote, en la dehesa boyal.
- Caño de Valdefuentes, junto a la ermita de Valdefuentes.

En muchos huertos privados y casas del pueblo se conservan aún pozos. De ellos, tuvieron importancia en otro tiempo los pozos de los parrales, huertos situados en la zona entre la calle Arrieros y la ermita de San Sebastián. Esta parte del pueblo era rica en manantiales de agua potable y los dueños de los parrales cedían el agua de sus pozos de manera altruista en los veranos con escasez de agua en las fuentes públicas.

## Cultura

### Instalaciones y entidades culturales
Edificios públicos
En la plaza de la Constitución se encuentra el antiguo teleclub, lugar donde actualmente se ubica la oficina de turismo, así como el centro de iniciativas turísticas con museo etnográfico y sala de exposiciones.
Otro edificio importante es la casa de la cultura, terminada de construir en 1987 y situada en el cruce de las carreteras de Coria y Plasencia. Es la sede de la biblioteca municipal y Radio Montehermoso y además tiene un auditorio. Sobre los años 2010 y 2011 será reformada.
En 2007 se terminó de construir el nuevo auditorio de Montehermoso, situado a unos 20 metros de la plaza de España, donde hasta mediados de siglo XX había un corral público conocido como corral concejo.
En 2008 fue inaugurado un Espacio para la Creación Joven en el antiguo edificio de la escuela taller.
Parque temático de Extremadura
El parque temático de Extremadura es un proyecto del Ayuntamiento de Montehermoso y del Taller de Empleo del año 2001. Se trata de un esquema de los monumentos más importantes de Extremadura, colocados en un trozo de tierra de la misma forma de Extremadura, pero con dos hectáreas.
Su construcción estuvo paralizada durante un tiempo, aunque en 2008 se reanudaron las obras, habiéndose terminado ya la construcción de la escultura de Pizarro y quedando pendiente la construcción del resto de las maquetas. En 2009, en Quintana de la Serena se hizo la réplica del Distilo de Zalamea de la Serena para el parque. En 2010, un centro de discapacitados de Cáceres hizo la maqueta de la catedral de Coria y ese mismo año se colocó el monumento a Hernán Cortés de Medellín.
El parque, con algunos de los monumentos ya hechos, está situado frente al polígono industrial. Los monumentos que están representados son:
- Castillo de Luna, en Alburquerque
- Puente de Alcántara, en Alcántara
- Ermita visigoda, en Alcuéscar
- Puerta de Palmas, en Badajoz
- Arco de la Estrella y Torre de Bujaco, en Cáceres
- Arco Romano, en Cáparra
- Catedral de la Asunción, en Coria
- Monasterio de Yuste, en Cuacos de Yuste
- La Fontanilla, en Fregenal de la Sierra
- Ábside mudéjar, en Galisteo
- Judería, en Hervás
- Monumento a Hernán Cortés, en Medellín
- Gorra típica, en Montehermoso
- Abuelo Mayorga, en el palacio municipal de Plasencia
- Pórtico de Curia, en Talavera la Vieja
- Dólmenes, en Valencia de Alcántara
- Distilo, en Zalamea de la Serena

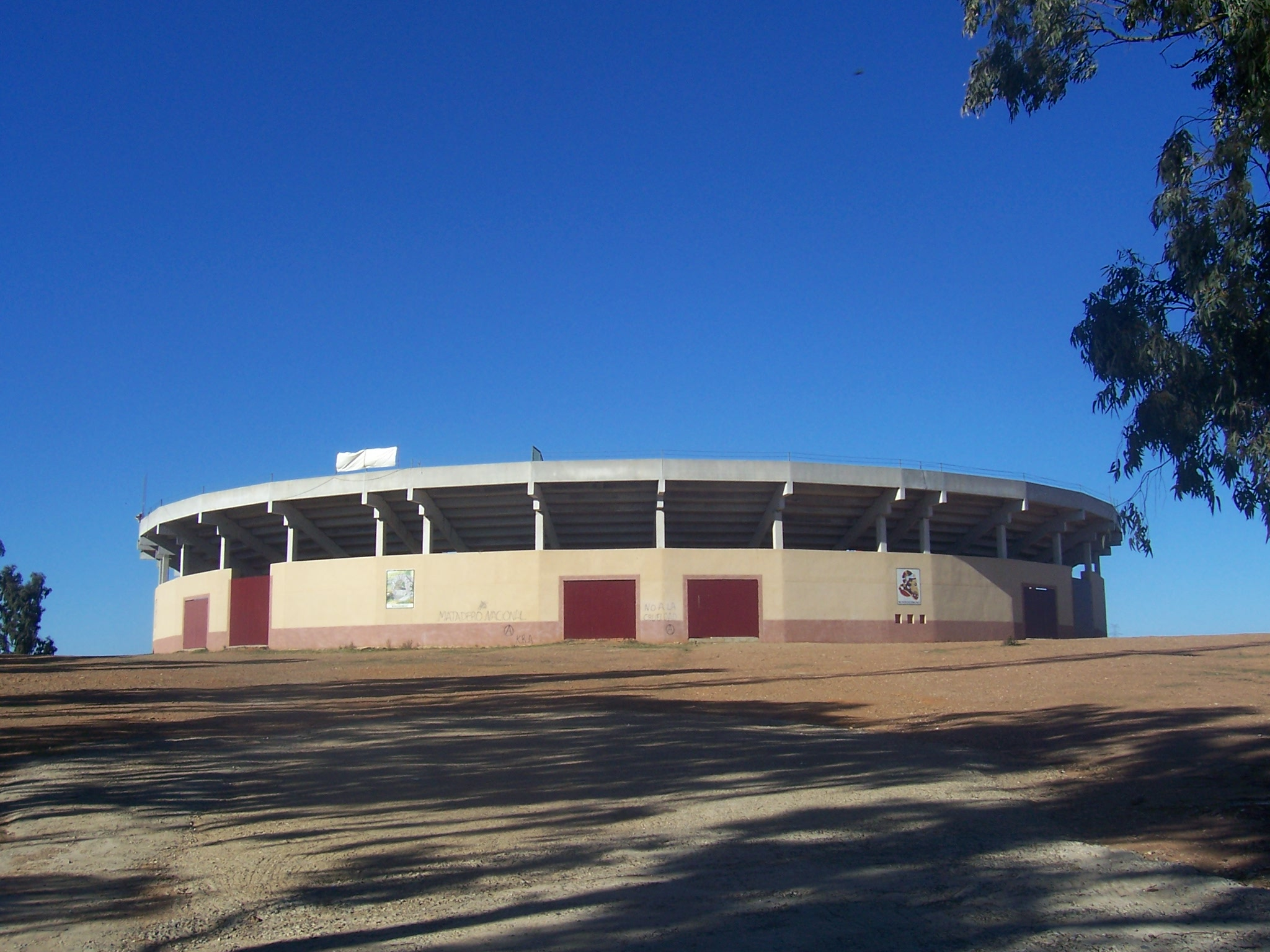
Plaza de toros
La plaza de toros de Montehermoso fue inaugurada el 26 de agosto de 2001. Algunos toreros que han pasado por la plaza han sido Vicente Barrera Simó, Manuel Díaz "El Cordobés", Pepín Liria y Jesulín de Ubrique, así como los rejoneadores Álvaro Montes y Pablo Hermoso de Mendoza.
La plaza de toros se utiliza principalmente como escenario para conciertos. Algunos artistas que han pasado por la plaza de toros han sido La Cabra Mecánica, Los Secretos, David Bustamante, Dover, Ecos del Rocío, Albertucho, Carlos Baute, Mojinos Escozíos, El Arrebato, Seguridad Social y Pereza.

### Eventos culturales
Teatro
En Montehermoso se celebra cada año el Certamen de Teatro Amateur Villa de Montehermoso. En el certamen se representan tres obras amateur seleccionadas internamente por la organización. El primer y el último día, en los que se inaugura el certamen y se entregan los premios a los ganadores, respectivamente, se representan obras profesionales. La primera edición del certamen se celebró en la primavera de 2005, y desde la edición de 2006 se celebra entre noviembre y diciembre.
Otra muestra de teatro importante es la Pasión de Cristo, que se representa desde 2006 el Miércoles Santo por las calles del pueblo, aunque su celebración depende de las condiciones climatológicas y en 2011 fue suspendida por la lluvia. Anteriormente hubo otras representaciones similares, como un Viacrucis viviente que se representó por primera vez el Viernes Santo de 1994. Además, a lo largo del año se representan en el auditorio y la casa de la cultura varias obras de teatro, tanto profesionales como amateur.
Festivales de música
En 2007 y 2008, en el mes de julio se celebró en Montehermoso el festival de rock MontehRockShow, organizado por la Asociación de Jóvenes Amigos de la Música en la plaza de toros del pueblo. En ese festival participaron cantantes y grupos como El Último Ke Zierre, Poncho K, Los Gandules, Sínkope y Forraje. La crisis económica provocó en 2009 que el ayuntamiento no pudiese seguir subvencionando el festival, lo cual hizo que se suspendiese la edición de ese año. Sin embargo, el festival volvió a celebrarse en agosto de 2010 con grupos como Mamá Ladilla.
Entre noviembre y diciembre la peña flamenca Las Pasaeras organiza anualmente desde 2005 un concurso de fandangos.

### Festividades

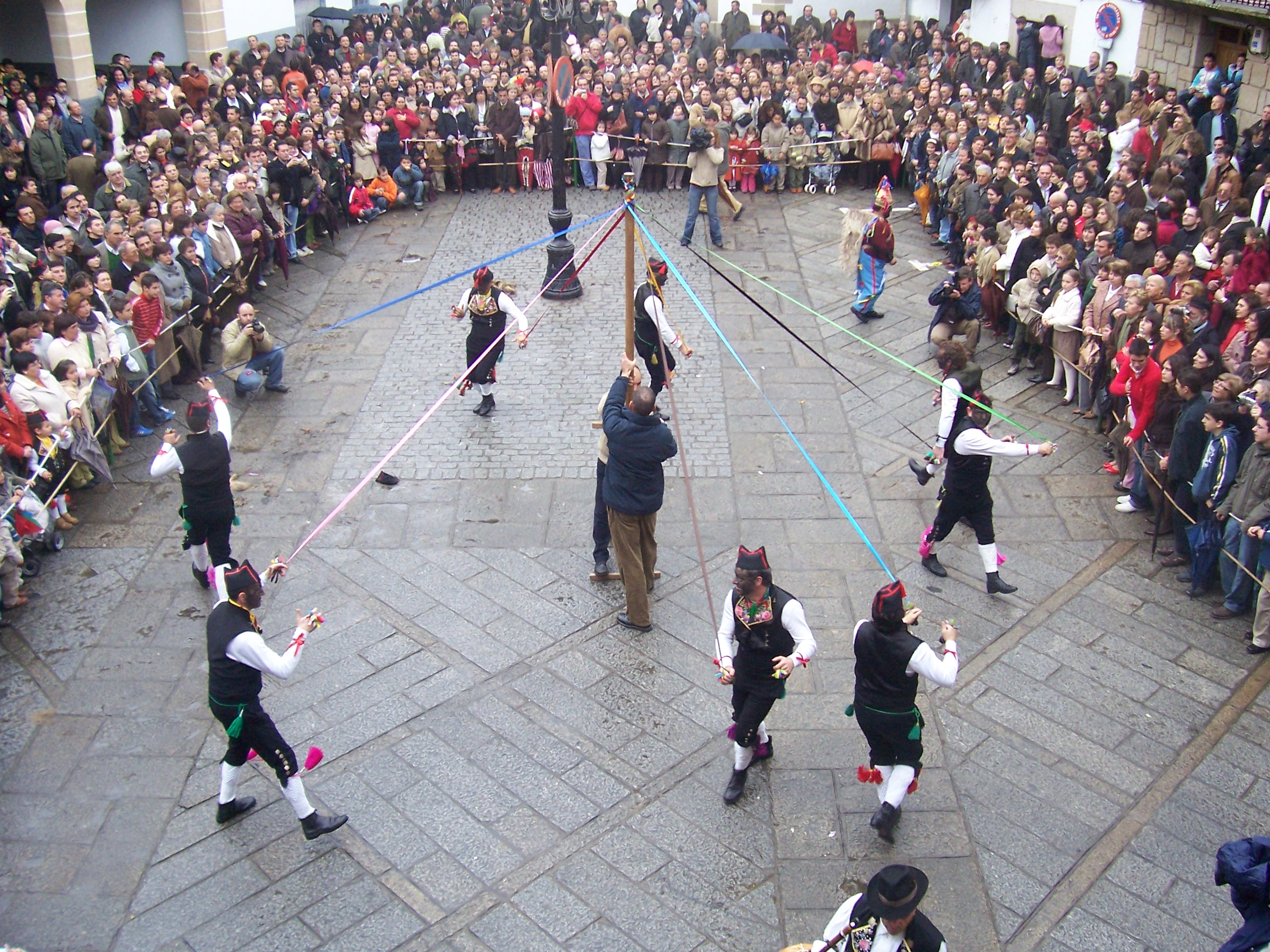
Los Negritos bailando en la plaza de España el día de San Blas

En el pueblo se celebran diversas fiestas a lo largo del año. Destacan las de:
- San Sebastián, domingo más próximo al 20 de enero.
- Los Negritos de San Blas, el 2 y 3 de febrero.[133] Ha sido declarada Fiesta de Interés Turístico Regional por la Junta de Extremadura.
- El Carnaval.
- La Romería de Valdefuentes,[134][135] segundo domingo después del domingo de Resurrección.
- San Bartolomé, 24 de agosto. Oficialmente la fiesta es del 23 al 26, pero durante los últimos años se han ido añadido eventos a lo largo del mes.
- El día de la Virgen de Valdefuentes,[136] es el 6 de septiembre, aunque se hace coincidir con la celebración del Día de Extremadura, el 8 de septiembre.

Los Negritos de San Blas

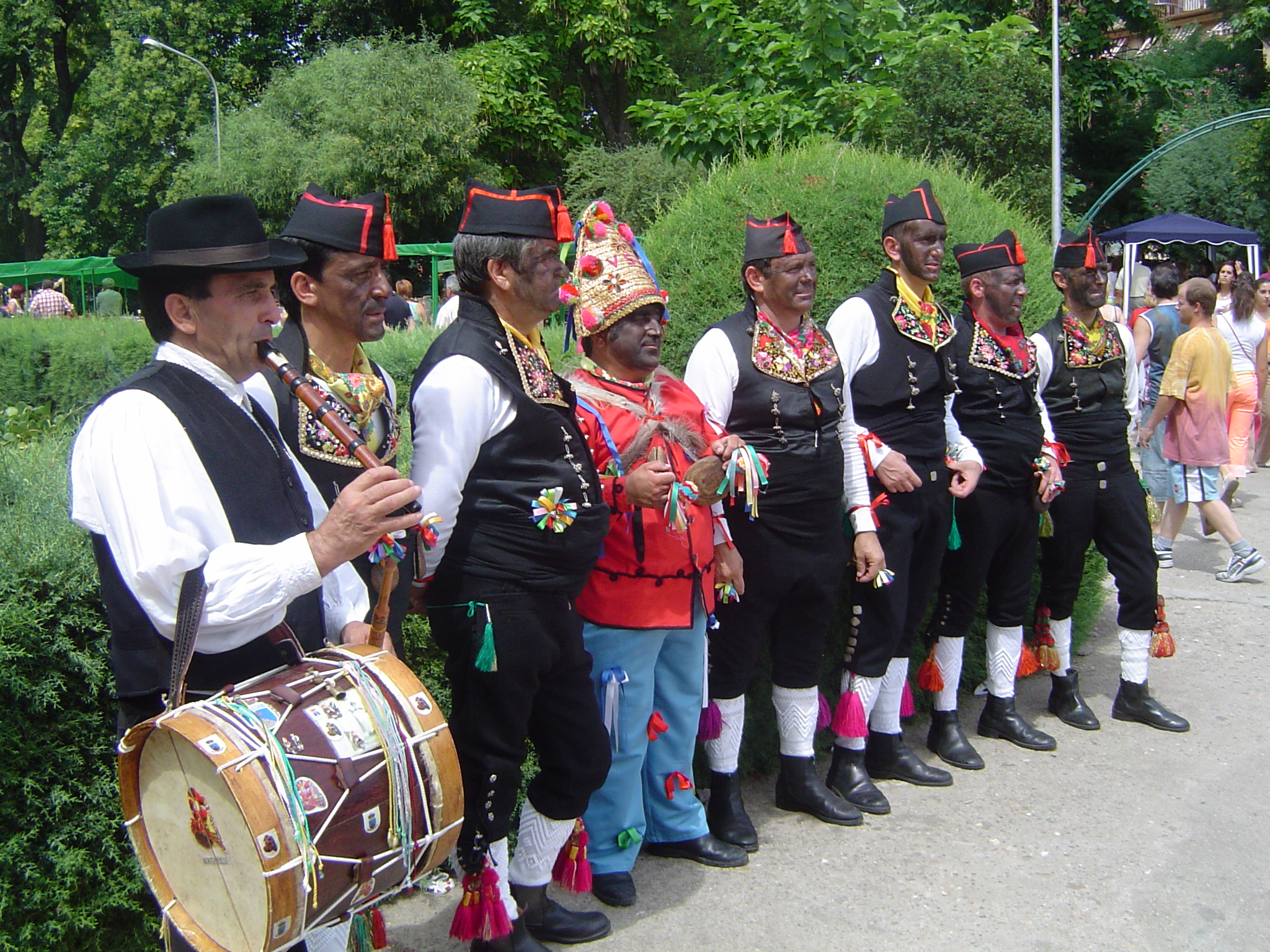
Los Negritos en el Mercado Rural Artesano de 2004

La fiesta de San Blas tiene lugar en Montehermoso el 2 de febrero por la noche y el día 3 por la mañana. El día 2 al atardecer, los Negritos, un grupo de seis bailarines ataviados con la indumentaria tradicional, se dirigen a la ermita de San Bartolomé acompañados del Palotero, pasando antes por la casa de los mayordomos, la iglesia y la ermita de San Sebastián. En la ermita de San Bartolomé tiene lugar la Velá, en la cual los Negritos bailan en honor a san Blas.
El día 3 por la mañana, los Negritos, ataviados con el traje de gala, se dirigen a la casa de los mayordomos, donde se tiznan la cara de negro con corcha quemada. Después, los Negritos y los mayordomos van a la iglesia a recoger al sacerdote, y acompañados de los vecinos del pueblo se dirigen a la ermita de San Bartolomé, donde tiene lugar la misa. Tras la misa, la imagen de San Blas es llevada en procesión hasta la plaza de España, donde los Negritos bailan en su honor.
En 2006 esta fiesta fue declarada Fiesta de Interés Turístico Regional por la Junta de Extremadura.
San Bartolomé

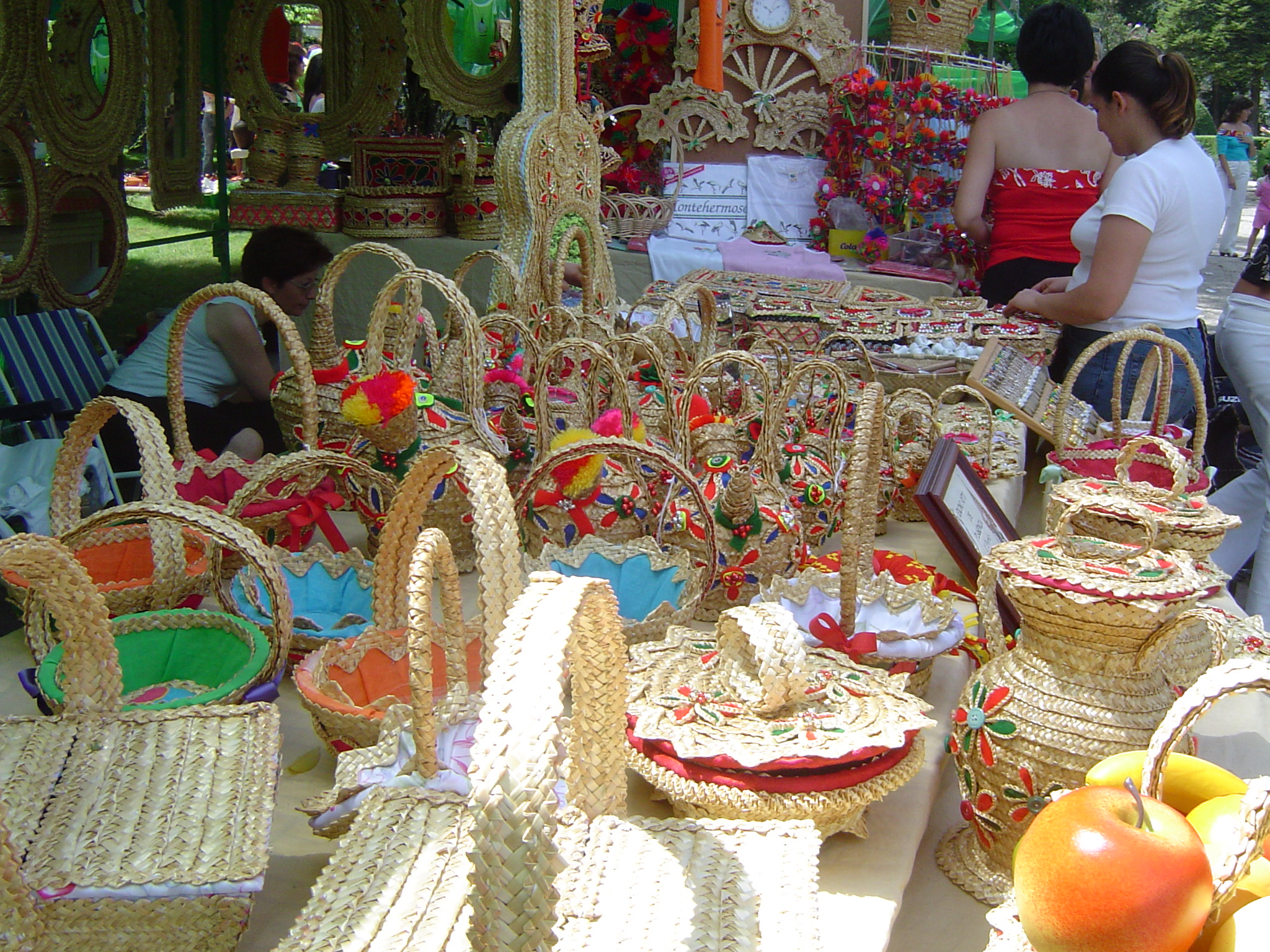
Puesto de artesanía montehermoseña en el Mercado Rural Artesano de 2004

Las fiestas patronales de San Bartolomé se celebran en Montehermoso entre el 23 y el 26 de agosto, siendo el día principal el 24, día de San Bartolomé, al estar declarado día festivo local. Durante estas fiestas el pueblo duplica su población, y desde tiempo atrás son unas fiestas muy esperadas, al coincidir con el fin de la recolección de cultivos.
El día 23 de agosto, víspera del día de San Bartolomé, se baja la imagen del santo en procesión desde su ermita hasta la iglesia. Tras la misa en la iglesia, tienen lugar el pregón y los fuegos artificiales, que dan comienzo a las fiestas patronales que duran hasta el día 26, en las que destacan las verbenas y los festejos taurinos. Durante los últimos años se han ido añadido varios eventos a lo largo del mes de agosto, como el Mercado Rural Artesano o el Festival Folclórico Internacional.

### Tradiciones
Folclore
Montehermoso posee muchas canciones y bailes populares. Entre los bailes populares destacan el son brincado, el son llano y el Quita y pon. Algunas canciones populares son El pollo, Alborada, Canción de cuna, Dicen de las Isabeles, La guerra del moru, Pindongo y Quita y pon.
Desde 1979 existe en el pueblo la asociación Sabor Añejo, quienes, además de representar el folclore del pueblo por todo el mundo, organizan desde 1982 un festival folclórico en el que han participado grupos de muchos países. Este festival se celebra a mediados de agosto todos los años, a excepción de 1993, y suelen participar 5 grupos, tanto nacionales como internacionales, uno de ellos Sabor Añejo.
Otra muestra de folclore es la de los Negritos, que bailan el 3 de febrero en la plaza Mayor en honor a San Blas, y cuyos bailes tradicionales han convertido la fiesta de San Blas en una Fiesta de Interés Turístico Regional. Entre las leyendas locales destacan, además de la del origen de los Negritos de San Blas, las leyendas de la Majada del penitente y de la Venganza de los mierlos.
Artesanía

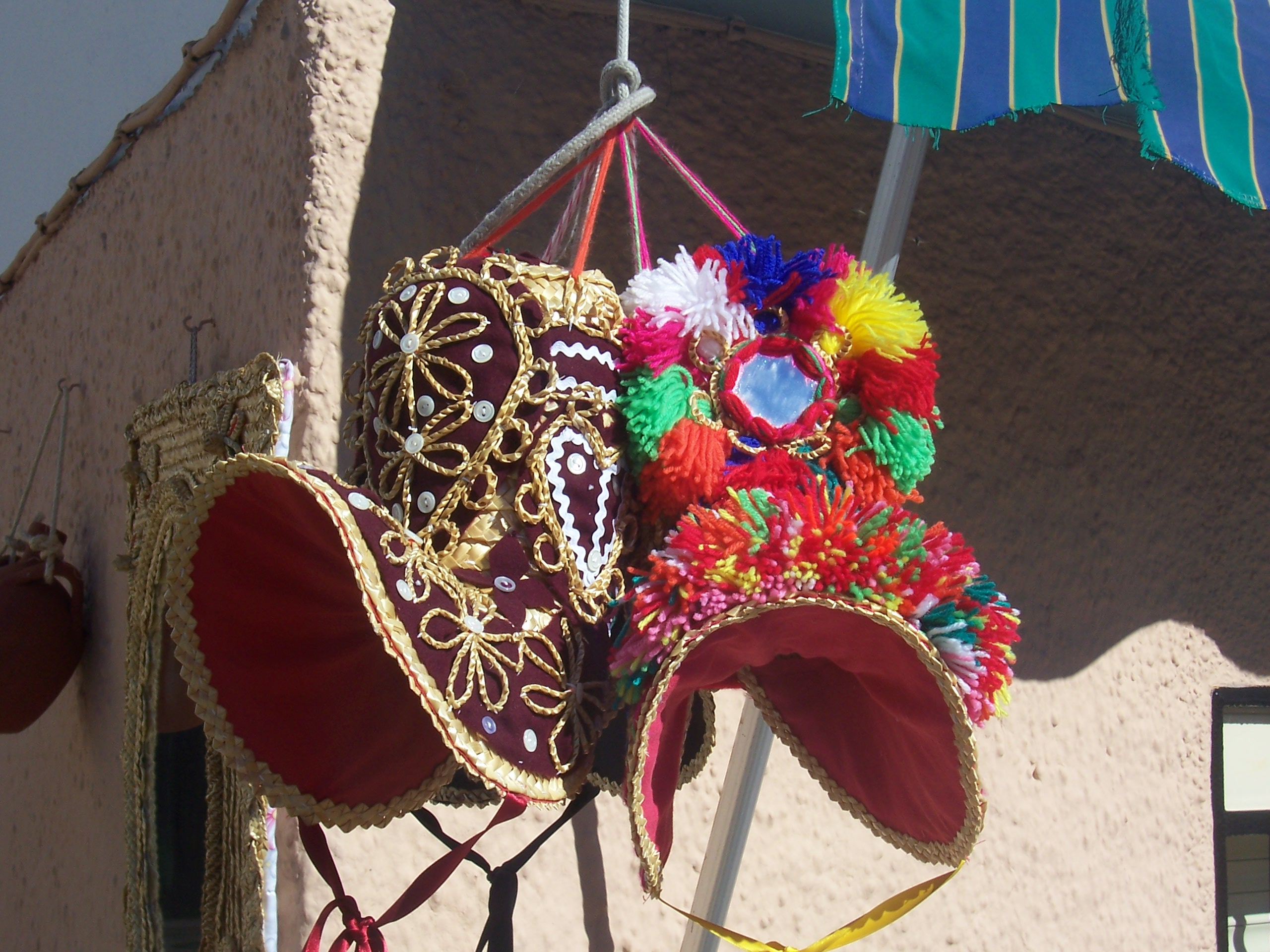
Gorras de Montehermoso de casada y soltera, a la izquierda y derecha, respectivamente

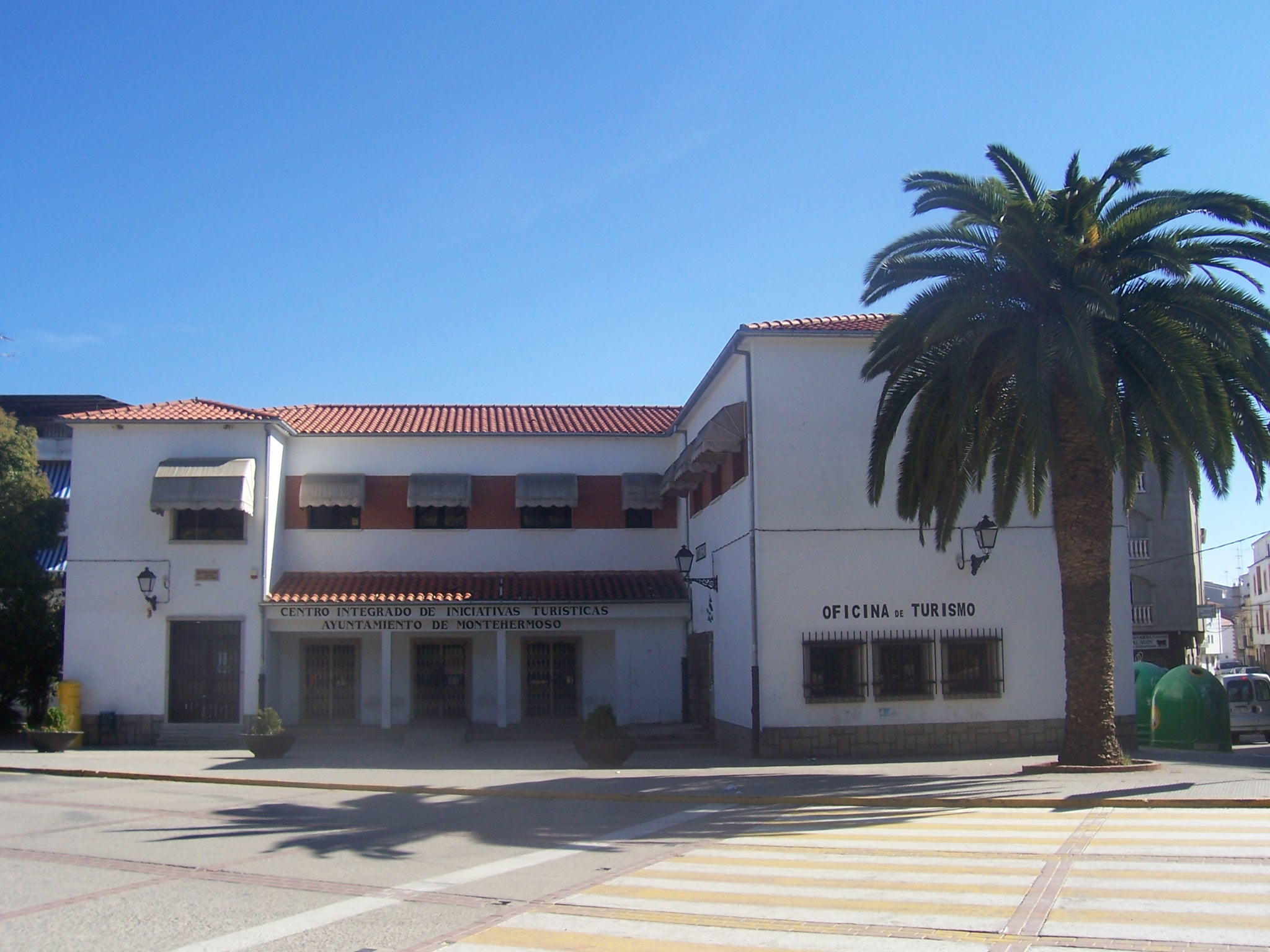
Centro de Iniciativas Turísticas, en cuyo primer piso hay una exposición de artesanía montehermoseña

El pueblo posee artesanía de muy diversos tipos, que hacen que sea el centro de la artesanía de su zona. Entre ellos destacan:
- Gorra de Montehermoso,[145] considerada un símbolo del pueblo, más representativo que el escudo o la bandera. Existen tres tipos de gorra: la de soltera, que antiguamente utilizaban las mujeres solteras hasta que se le estropeaba una vez casada, con más adornos que las otras gorras y un espejo en el centro; la de casada, con menos adornos y sin espejo, es la que utilizaban las mujeres después de la de soltera; y la de viuda, en negro, que usaban las mujeres para guardar luto. La gorra forma parte del traje típico femenino.

2016 - En la actualidad, todavía hay una artesana que las sigue haciendo y que mantiene viva esta tradición.
Se trata de María José González, perteneciente a la 4° Generación de su familia, que aún conserva una pequeña tienda, llamada " Artesanía La Gorra " de más de 60 años de antigüedad.
- Traje típico de Montehermoso,[146] es el traje típico más representativo de la provincia de Cáceres. El traje del varón consiste en un traje fabricado con tela de lino, calzoncillos largos de fieltro fuerte, medias blancas y altas, calzón, chaleco y faja negra, capa, sombrero, zapatos de material y chías en el calzón. El traje femenino tiene jubón, falda, camisón de lino, siete sayas, pañuelo de penacho amarillo, faltriquera, esclavina, mandil y medias azules. Antiguamente era el traje de ir al campo.
- Campanas de Rivera,[147] fabricadas mayoritariamente con bronce, están repartidas por iglesias de toda España e incluso de Portugal y aún se siguen fabricando.
- Instrumentos de latón:[148] destacan los campanillos o cencerros, los candiles, las cantarillas y los faroles.
- Alfarería: en Montehermoso se hacen cántaros, barriles y tinajas para beber agua, así como macetas para las plantas.
- Cestería: se elaboran cestos y canastos de mimbre y esparto.
- Albardería:[149] aún existen talleres para hacer albardas, colleras y serones para los burros.
- Flautas, tamboriles y castañuelas: ya no existen talleres que lo fabriquen, aunque aún hay personas que los hacen.
- Herrería y cerrajería: antiguamente eran oficios artesanos, aún quedan barandillas de balcón artesanales y cerrojos y llaves antiguos. Hoy en día se fabrican industrialmente.

En el primer piso del Centro de Iniciativas Turísticas hay un Museo Etnográfico, una exposición permanente de los objetos artesanales que se utilizaban antiguamente en la localidad. Además, cada año, desde 2000, se realiza un Mercado Rural Artesano el domingo anterior al día de San Bartolomé, con asistencia de artesanos de toda la zona.
Bodas típicas
Hasta que se produjo la modernización del pueblo en la segunda mitad de siglo XX, las parejas de la localidad tenían que pasar un complicado proceso de ceremonias tradicionales para casarse. Aunque no existía ninguna ley que obligara a las parejas de novios a casarse, el atraso cultural que sufría el pueblo movía al conjunto de los vecinos de la localidad a acosar a aquellas parejas que se atrevían a vivir juntas sin contraer previamente matrimonio. Esta tradición se conocía como campanilladas y provocaba que casi todas las parejas de novios acabaran casándose para poder vivir juntos sin que los vecinos les molestasen. Las bodas que tenían lugar en Montehermoso solían ser endogámicas, ya que se consideraba que las montehermoseñas eran una propiedad local y a los mozos de fuera se les obligaba a pagar a los quintos una determinada cantidad de vino, lo que se conocía como cobrar el piso a los forasteros. Las bodas eran controladas por las familias de los novios y, aunque no llegaba a haber matrimonios concertados, el visto bueno de ambas familias era importante. Los mozos podían comprobar si tenían posibilidades de hacerse novio de una moza pidiendo un vaso de agua en casa de la novia. Si podía entrar a por agua, era señal de que era aceptado. Hasta que la pareja no estaba completamente formalizada y era aceptada por ambas familias, no podían hacerse los novios los regalos tradicionales como el moquero, las navajas de castañuela o la petaca de guardar tabaco picado. Las alianzas, que ahora se regalan frecuentemente, antes sólo las regalaban los ricos.
Una vez formalizada la relación y declarado el interés de los novios por casarse, se elegía una fecha para la boda, que solía ser casi siempre en septiembre, y no necesariamente un sábado o día festivo como se hace en la actualidad. Como mucha gente en el pueblo no sabía leer, no tenía sentido que las amonestaciones se colocasen escritas en los tablones de anuncios de la iglesia como ocurre actualmente. En su lugar, el sacerdote avisaba desde el presbiterio los tres domingos anteriores a la boda. El domingo que el cura leía la primera amonestación, luego del rosario de la tarde, se invitaba a los vecinos a tomar unos dulces y alguna bebida en casa de la novia. La asistencia a ese evento se conocía como dar el parabién a los novios. En la actualidad, esa tradición ha sido sustituida por las despedidas de soltero.
La boda duraba tres días: la víspera, el día de la boda y el día de la tornaboda. En la víspera, los novios se casaban por lo civil. Por la noche luego de cenar, la novia, la madrina y una compañera que solía ser una prima suya por parte de padre iban por las calles invitando a la gente a la boda, principalmente a las mozas. El novio también tenía una comitiva para invitar a los mozos, y esta última iba acompañada por un tamborilero. Cuando ambas comitivas habían avisado ya a toda la gente, se reunían en la casa de la novia, donde comían unos dulces mientras el tamborilero tocaba su música. Terminado todo esto, tenía lugar la alborada, donde se acompañaba al novio a su casa cantando por las calles del pueblo tradicionales pasacalles. La alborada, tras llegar el novio a su casa, recorría todas las calles del pueblo para llegar a la casa de la novia y luego a la del novio. En la casa del novio les invitaban a dulces y luego seguían el pasacalles hasta la casa de los padrinos. La tradición de avisar por las calles la víspera de la boda terminó en 1919.
El día de la boda, a las 7 de la mañana, los novios y los padrinos se confesaban. Sobre las 9, el tamborilero iba a buscar al padrino y a la madrina tocando el tamboril. La madrina, acompañada de una moza llamada servilla, se dirigía a la casa de la novia, mientras el tamborilero y el padrino iban a la del novio. Tras recibir el novio y la novia cada uno la bendición de su padre, todos se dirigían a la iglesia para que tuviese lugar la ceremonia. Dos tías carnales, una del novio y otra de la novia, llevaban cada una un hachero, donde apoyaban unos cirios. Al acabar la ceremonia, el sacerdote se dirigía al lugar donde estaban esas dos mujeres y cantaban responsos por los difuntos de ambas familias. Los invitados se dirigían tras la boda a la casa del novio o de la novia, según quien les hubiera invitado. El novio, la novia y los padrinos almorzaban en casa del novio y ahí se dirigía el tamborilero tras acompañar a los invitados de la novia a casa de la novia. Alguna gente era invitada a la misa en vez de a la boda entera y a esta gente se les daba, en lugar del almuerzo, unos gruñelos de media libra, es decir, unos buñuelos de gran tamaño. Tras esto, se iban de allí. Después de almorzar, los novios e invitados bailaban y bebían en la plaza hasta el mediodía. Después se iban a comer, de nuevo cada uno a casa de quien le hubiera invitado. Tras la comida, se iban todos a ver la casa donde viviría la pareja. Después tenía lugar otro baile por las calles. En la cena también estaban divididos los invitados. Al final de la cena, los novios y los padrinos se van a casa de los recién casados. Los invitados volvían al baile hasta altas horas de la madrugada.
El día de la tornaboda a las 9 o las 10 de la mañana, salía el tamborilero a buscar al padrino. Después iban a buscar juntos al novio y por las calles recogían a todos los hombres de la boda, para invitarles a aguardiente y cigarros. Mientras, la compañera de la novia hacía la cama a la novia para comprobar si esta última había llegado virgen al matrimonio. En casa de los recién casados, el tamborilero tocaba para que los mozos bailasen con la novia y la compañera. Tras los bailes, se van a comer los invitados de nuevo por separado, pero esta vez los novios y los padrinos van a comer a casa de los padres de la novia. Después, iban a comer dulces a casa de los padrinos, bailando a la puerta. Después, la boda termina con un baile en la plaza.

### Gastronomía
En Montehermoso aún se cocinan platos típicos particulares de la zona, basados en su agricultura y ganadería. Algunos de ellos son:
| - Ajo de patatas - Arroz con leche - Bollas de chicharrones - Buñuelos - Ensalada de cueros - Feje - Gazpacho | - Migas extremeñas - Moje de peces - Papones en salsa - Patatas mermeladas a la sartén - Pringás con miel - Sopa de ajo refrito - Tortilla de espárragos trigueros |

En el pueblo había en otro tiempo costumbre de, de febrero a mayo cuando hacía buen tiempo, salir a comer a la calle, sobre todo al mediodía. Normalmente la gente no tenía vajilla como ahora, sino que se comía en escuilla, una cazuela de barro hecha por los alfareros, o en cuencos de madera de encina hechos a mano por pastores. La variedad de platos era escueta, siendo la costumbre comer gazpacho y sopas de diversos tipos. Otros platos caseros eran el ajo de patatas, patatas en la sartén y cocidos de varias clases. Los fideos llegaron al pueblo después de la Guerra Civil, cuando una familia de Valdeobispo, y más tarde otra de Montehermoso, los empezaron a hacer artesanalmente a domicilio en las casas de los clientes. Con el paso del tiempo el contacto con otras localidades ha aumentado la variedad gastronómica del pueblo.
Desde 2006, el ayuntamiento organiza, durante las fiestas de San Bartolomé y la feria de Valdefuentes, la Ruta de la tapa, un concurso en el que participan varios bares de la localidad. Cada uno de los bares participantes hace una tapa diferente y los clientes que hacen la ruta por todos los bares votan qué bar tiene la mejor tapa.

### Deporte

#### Instalaciones deportivas
El pueblo cuenta con un polideportivo municipal, situado junto al cruce de las carreteras de Pozuelo y de la ermita de San Cristóbal. De acuerdo con su reglamento, que fue aprobado en 2010 por el ayuntamiento, hay que pagar por hacer deporte en este polideportivo, y las instalaciones sólo están disponibles si no se está disputando ninguna competición en ellas. En el polideportivo hay un campo de fútbol que fue cubierto con césped artificial en 2008. Tras las gradas del campo había dos piscinas que en 2008 quedaron en desuso y cuyo futuro uso será para transformarlas en piscina cubierta. Al otro lado hay dos pistas multiusos construidas sobre 1982 que, aunque están también preparadas para otros deportes, normalmente sólo se usan para fútbol sala. Tras ellas hay dos pistas de tenis. Estas cuatro pistas fueron reformadas en 2007. El campo de fútbol es sustituible por dos campos de fútbol 7, pudiendo haber así 3 campos de fútbol 7, ya que al lado del campo de fútbol hay un campo de fútbol 7 al cual se le puso césped artificial en 2010. A principios de los años 2000 se comenzó a construir un pabellón multiusos en el polideportivo, junto al campo de fútbol y sobre las antiguas pistas de atletismo, pero las obras fueron paradas. En 2009 se construyeron, al lado de este futuro pabellón, dos pistas de pádel.
En el verano de 2008 se abrieron las nuevas piscinas municipales. Las instalaciones cuentan con una piscina olímpica, una piscina de chapoteo, grandes zonas verdes, vestuarios y un bar. Se encuentran situadas entre el polideportivo y el parque temático, en la EX-370, frente al polígono industrial. La construcción de esta piscina se llevaba reclamando desde principios de los años 1990 por el mal estado de la piscina del polideportivo.
En el CP Sebastián Martín se encuentra el pabellón municipal, un pabellón multiusos gestionado por el ayuntamiento. Se usa como pabellón para el colegio y como cancha de fútbol y de baloncesto para los equipos municipales. Su reglamento, aprobado en 2010, es parecido al del polideportivo pero reserva el pabellón para el colegio los días de clase por la mañana. Fue inaugurado en 1993 con un torneo de fútbol-sala.

#### Entidades deportivas
Montehermoso tiene desde hace tiempo un equipo de fútbol y baloncesto local, el Club Polideportivo Montehermoso, más conocido como CP Monte. El equipo principal es el de fútbol, que en la temporada 2006-2007 quedó en segunda posición de la Primera Regional, ascendiendo así a Regional Preferente, la categoría en la que jugó en las dos temporadas posteriores. Al finalizar la temporada 2008-2009, el CP Monte quedó segundo en la clasificación de Regional Preferente y jugó una fase de ascenso contra el Villafranca, en la que ganó los partidos de ida y vuelta, clasificándose el 7 de junio de 2009 a tercera división por primera vez en su historia. Hasta ese año, el mejor puesto conseguido por el equipo fue un 5.º puesto en la Regional Preferente de 1991. Al finalizar la temporada 2009-2010, el Club Polideportivo Montehermoso acabó 18.º con 30 puntos, de manera que volvió a descender a Regional Preferente, división en la que juega desde la temporada 2010-2011.
En Montehermoso existe desde 1995 el Club Ciclista Montehermoso, que participa en diversas marchas y carreras ciclistas, como la Marcha Ciclista San Bartolomé, que ellos mismos organizan.
El pueblo tiene además dos asociaciones de pesca deportiva: el Club de Pescadores Virgen de Valdefuentes y la Agrupación de Pescadores Montehermoseña.

#### Eventos deportivos
En la localidad se organizan cada año varias competiciones deportivas a lo largo del año. Destacan las siguientes:
- 24 horas de fútbol sala de Montehermoso es el torneo más antiguo de todos, celebrado en el polideportivo municipal desde los años 1980, es un torneo por eliminatorias que se celebra a principios de mes de julio anualmente en el que participan equipos de toda la zona e incluso a veces de Salamanca.
- Liga local de fútbol sala,[172] liga que juegan equipos de Montehermoso y algunos de otros pueblos durante los fines de semana entre noviembre y junio desde 2003. Está organizada por el Servicio de Dinamización Deportiva de la Mancomunidad del Valle del Alagón.
- Cross de los Dólmenes, carrera de atletismo organizada por la Mancomunidad del Valle del Alagón que recorre la dehesa boyal del municipio en marzo o abril desde 2007.
- Marcha Ciclista San Bartolomé es una carrera ciclista de cinco horas que organiza desde los años 1980 el Club Ciclista Montehermoseño. La salida y la meta están en Montehermoso, pasando por la sierra de Gata.[170]

### Medios de comunicación
Prensa escrita

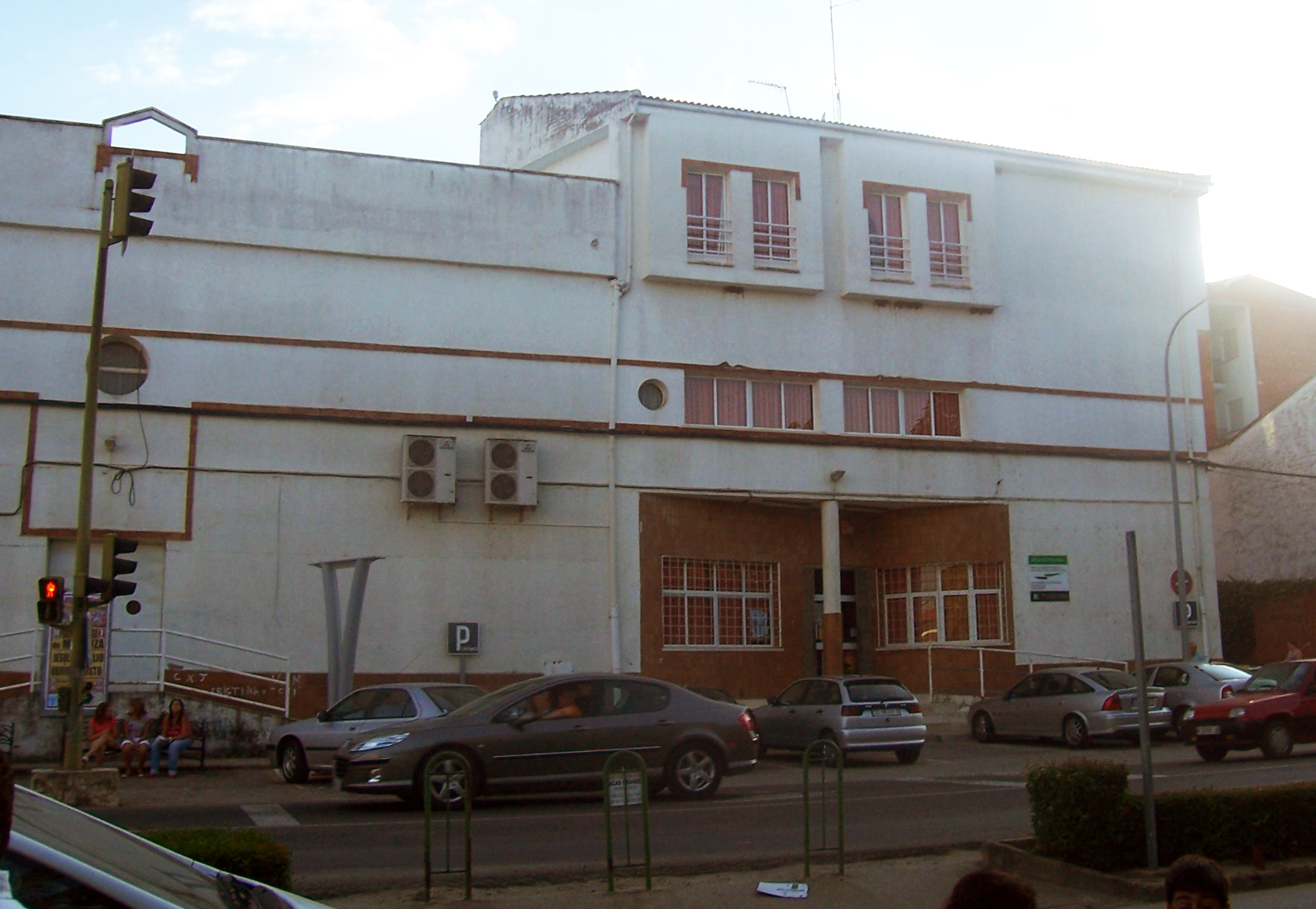
Antigua casa de la cultura, sede de Radio Montehermoso

El municipio carece de prensa propia debido a su escasa población. Sin embargo, pueden verse regularmente noticias en la página web del ayuntamiento.
Radio
A finales de siglo XX y principios de siglo XXI, el municipio llegó a tener su propia emisora de radio, Radio Montehermoso. Fue fundada a mediados de diciembre de 1984 por un grupo de jóvenes del pueblo y por la Asociación Cultural La Puente, una asociación que había entonces en Montehermoso. Por entonces la radio emitía solo 12 horas, algunas más en verano, en el 90.5 FM. La popularidad de la radio en el pueblo y los alrededores hizo que se extendiese el horario de emisión hasta emitir 24 horas en el 107.6 FM, llegando a tener página web propia en sus últimos años. Actualmente tiene reservada esta frecuencia, pero no emite.
Televisión
Montehermoso recibe la señal de los repetidores de televisión de Plasencia, aunque pertenece a la demarcación de televisión local de Coria.